# Gia đình Phật tử Việt Nam

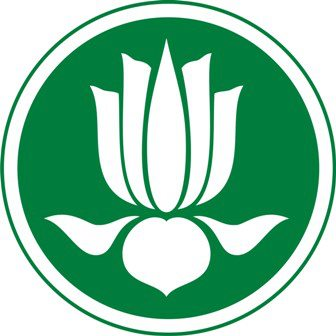
Huy Hiệu Hoa Sen

Gia đình Phật tử Việt Nam (GĐPTVN) là một tổ chức giáo dục thanh thiếu niên được thành lập từ những năm 1940, mang danh xưng chính thức là Gia đình Phật tử vào năm 1951, trên cơ sở các tổ chức giáo dục thanh thiếu niên theo tinh thần Phật giáo, do Bác sĩ Tâm Minh – Lê Đình Thám sáng lập. Vào đầu thế kỷ 21, Gia đình Phật tử Việt Nam có hơn 200.000 Huynh trưởng và Đoàn sinh tham gia sinh hoạt thường xuyên.

## Khái quát
- Mục đích (Theo Nội quy GĐPT Việt Nam tu chỉnh năm 1973 tại Đà Nẵng) 
  - Đào luyện thanh - thiếu - đồng niên thành Phật tử chân chính.
  - Góp phần xây dựng xã hội theo tinh thần Phật giáo.

- Bài ca chính thức: Sen trắng (Nhạc: Ưng Hội, Lời: Phạm Hữu Bình - Nguyễn Hữu Quán), [ra đời năm 1942, ban đầu bằng tiếng Pháp]
- Huy hiệu: Huy hiệu Hoa Sen trắng, tám cánh, trên nền tròn xanh lá mạ, viền trắng:

- Ba cánh dưới tượng trưng cho ba ngôi báu: Phật - Pháp - Tăng.
- Năm cánh trên tượng trưng cho năm hạnh của người Phật tử: Trí Tuệ - Hỷ Xả - Tinh Tấn - Thanh Tịnh - Từ Bi (từ trái qua phải).
Là huy hiệu của Gia Đình Phật Hóa Phổ (tiền thân Gia Đình Phật Tử), được công nhận ngày 8.12.Mậu Tý (6.1.1949) tại chùa Từ Đàm.
Xem bài chi tiết về Ý nghĩa huy hiệu Hoa Sen
- Chào: Ấn Cát Tường (Ấn Tam Muội) chỉ áp dụng khi mặc đồng phục GĐPT (bàn tay mặt ngửa về phía trước, đưa ngang vai, cánh ngoài thẳng dọc với ngón cái giữ lấy ngón đeo nhẫn).
- Châm ngôn Gia đình Phật tử: Bi - Trí - Dũng;
- Khẩu hiệu Gia đình Phật tử: Tinh tấn.
- Châm ngôn ngành Oanh vũ:Hòa-Tin-Vui
- Khẩu hiệu ngành Oanh vũ:Ngoan
- 5 Điều học tập và rèn luyện ngành Thanh,Thiếu

```
*1/Phật tử quy y Phật, Pháp, Tăng và giữ giới đã phát nguyện
*2/Phật tử mở rộng lòng thương,tôn trọng sự sống
*3/Phật tử trau dồi trí tuệ tôn trọng sự thật
*4/Phật tử trong sạch từ thể chất đến tinh thần, từ lời nói đến việc làm 
*5/Phật tử sống hỉ xả để dũng tiến trên đường đạo
```

- 3 Điều học tập và rèn luyện ngành Oanh

```
*1/Em tưởng nhớ Phật 
*2/Em kính mến cha mẹ và thuận thảo với anh chị em
*3/Em thương người và vật
```

## Lịch sử

### Bối cảnh
Phật giáo Việt Nam trong thời Pháp thuộc đã có các tổ chức sau đây:
- Tại Nam Kỳ, năm 1931 thành lập An Nam Nghiên cứu Phật học Hội và Lưỡng Xuyên Phật học Hội (về sau là Hội Phật học Nam Việt).
- Tại Trung Kỳ, năm 1932 thành lập Hội An Nam Phật học.
- Tại Bắc Kỳ, năm 1934 thành lập Hội Phật giáo Bắc Kỳ (Bắc Kỳ Phật giáo Tổng Hội - Nghị định số 4283 ngày 6 tháng 11 năm 1934 của nhà cầm quyền Pháp).

Đoàn thể Phật giáo đầu tiên hình thành cho giới trẻ là Đoàn Thanh niên Phật học Đức Dục, ra mắt năm 1940 của Hội An Nam Phật học do bác sĩ Tâm Minh – Lê Đình Thám hướng dẫn. Sự việc này nằm trong công cuộc chấn hưng, canh tân Phật giáo Việt Nam, từ thập niên 1930 không chỉ về tổ chức quản trị, giới luật tu trì của Tăng sĩ mà còn có sự tham dự hộ pháp của Cư sĩ tại gia, đồng thời đưa đạo Phật đến với tuổi trẻ. Từ đấy bắt đầu xúc tiến hình thành Ban Đồng Ấu Phật giáo để quy tụ thanh, thiếu, đồng niên đến chùa học Phật Pháp, tụng kinh, nghe giảng giáo lý, vui hát, rước lễ dâng hoa... Phong trào Chấn hưng Phật giáo Việt Nam, cũng như phôi thai hình thành Ban Đồng Ấu bắt đầu trỗi lên ở Huế và Hà Nội, rồi phát triển lan xuống các tỉnh.
Năm 1944 tại Huế các đơn vị Thanh niên Phật học, Hướng đạo Phật giáo và Đồng ấu Phật học họp tại đồi Quảng Tế nhân Lễ Phật đản, và cùng nhau thành lập Gia đình Phật Hóa Phổ. Đây là tiền thân của Gia đình Phật tử Việt Nam. Bốn đơn vị đầu tiên là Gia đình Tâm Linh, Gia đình Tâm Lạc, Gia đình Thanh Tịnh, và Gia đình Sum Đoàn. Gia đình Phật Hóa Phổ trông coi việc huấn luyện và giảng dạy trong khi Đoàn Thanh niên Phật học Đức dục lãnh phần sinh hoạt. Tình hình chính trị làm gián đoạn bước tiến của đoàn thể này vì biến cố lịch sử và chiến tranh chống Pháp bùng nổ tại Nam Kỳ (1945), Bắc và Trung Kỳ (1946). Dù vậy những đơn vị khác dần xuất hiện ở cả ba miền.
Tháng Tư năm 1951 tại chùa Từ Đàm, Huế, nhân cuộc đại hội Gia đình Phật Hóa Phổ với sự hiện diện của các đại biểu từ Hà Nội, Hải Phòng, Quảng Bình, Quảng Trị, Thừa Thiên, Quảng Nam, Lâm Viên, Bình Thuận và Đồng Nai, ban tổ chức đồng tình đổi danh xưng Gia đình Phật Hóa Phổ thành Gia đình Phật tử Việt Nam với sự canh tân về cơ cấu tổ chức điều hành và các hình thức sinh hoạt.
Tháng 5 năm 1951, cũng tại chùa Từ Đàm, Huế diễn ra Đại hội Phật giáo toàn quốc để thảo luận về tương lai Đạo pháp. Đại hội gồm trên 50 đại biểu Tăng già và Cư sỹ của 6 Tập đoàn Phật giáo:
1. Giáo hội Tăng Già Bắc Việt,
2. Giáo hội Tăng Già Trung Việt,
3. Giáo hội Tăng Già Nam Việt,
4. Hội Việt Nam Phật giáo Bắc Việt,
5. Hội Phật giáo Trung Việt,
6. Hội Phật học Nam Việt.

Sáu đoàn thể này đại diện cả ba miền đã quyết nghị thống nhất Phật giáo Việt Nam với danh hiệu Tổng hội Phật giáo Việt Nam và tôn thỉnh Đại lão Hòa thượng Thích Tịnh Khiết đảm vị ngôi hội chủ. Đại hội cũng đồng thời quyết nghị chấp thuận lấy bản nhạc "Phật giáo Việt Nam" (do Nhạc sỹ Lê Cao Phan, Huynh trưởng GĐPT sáng tác) làm Giáo ca chính thức của Phật giáo Việt Nam.
Sau cuộc vận động bình đẳng tôn giáo, tự do tín ngưỡng mùa Pháp nạn 1963 thành công. Năm 1964, Đại hội Phật giáo toàn quốc họp tại chùa Xá Lợi, Sài Gòn quyết nghị thành lập Giáo hội Phật giáo Việt Nam Thống nhất dưới một hiến chương quy định giáo chế và cơ cấu tổ chức hành chánh, quản trị của Giáo hội. Trình hiến chương có ghi nhận vai trò cơ bản của Gia đình Phật tử Việt Nam.

### Thời kỳ sơ khai (1938-1945)

#### Tại Trung Kỳ
Vào khoảng năm 1938 (?), tại Huế, Ban Quản trị Hội An Nam Phật học (gồm Lê Đình Thám, Nguyễn Khoa Toàn, Bửu Bác, Lê Thanh Cảnh, Trợ Dư, Tôn Thất Tùng) nhận thấy hội đủ điều kiện thuận lợi hình thành tổ chức "Ban Đồng Ấu Phật giáo" tại chùa Từ Đàm (Bửu Bác trực tiếp phụ trách). Bước đầu hình thành, các Đồng Ấu được chọn trong thành phần con em tín hữu thuộc giới trí thức, dòng dõi thế tộc, làm nòng cốt tổ chức. Hướng dẫn trong việc phát triển về sau tại các địa phương gồm có:
- Các bà Công Huyền Tôn Nữ Hà và Hân (con ông Ngũ đợi Nguyễn Phúc Vĩnh Trân).
- Các bà Mân chị, Mân em và ông Lê Đình Luân (con của Bác sĩ Lê Đình Thám).
- Các ông Nguyễn Hữu Sanh, Nguyễn Hữu Huỳnh, Bửu Cang, Bửu Phê, Tôn Thất Ngoạn, Tôn Thất Túy, Tôn Thất Phú, Tráng Thông (con Kỳ Ngoại Hầu Cường Để), Lê Lừng, Lê Bối, Nguyễn Hữu Viện v.v...

Song hành với việc hình thành Ban Đồng Ấu, Ban Quản trị thành lập Đoàn Thanh Niên Phật học Đức Dục thuộc thành phần thanh niên trí thức đã vào đời với địa vị ngoài xã hội, hoặc đang là sinh viên cao đẳng, để nghe giảng luận và nghiên cứu Phật học. Ban Quản trị gồm có: Đinh Văn Nam (nay là Hòa thượng Thích Minh Châu), Võ Đình Cường, Phạm Quy, Lê Bối, Ngô Điền, Đinh Văn Vinh, Nguyễn Hữu Quán, Lê Đình Luân, Lê Lừng v.v...
Tổ chức "Đồng Ấu" lúc bấy giờ, cơ cấu điều hành, hình thức sinh hoạt chưa có hệ thống quy củ và phát triển có tính cách địa phương, nên ít có dịp sinh hoạt chung để được gặp gỡ, liên hệ, hiểu biết nhau, ngoài trừ Họp Bạn (1942?) tại đồi thông Quảng Tế ở Nam Giao (dịp này có sự thăm viếng của phái đoàn Ban Quản trị Hội An Nam Phật học do Nguyễn Khoa Toàn hướng dẫn), lần thứ hai tại chùa Túy Vân thuộc vùng cửa biển Tư Hiền và lần thứ ba là Trại Họp Bạn tại Lăng Cô (đều thuộc tỉnh Thừa Thiên - Huế).
Nội dung tại các dịp sinh hoạt là học kinh, tụng niệm, rước lễ, dâng hoa trong các ngày tại đại lễ Phật giáo, vui chơi, tập hát theo nhạc điệu cổ xưa (Kim tiền, Đăng đàn cung) và một số bài hát theo nhạc điệu Tây phương. Trang phục thì áo dài (đen cho nam, trắng cho nữ), quần dài trắng học trò, về sau (1943?) mới bắt đầu có đồng phục áo chemise màu nâu ngắn tay, túi có nắp, quần short đen dây lưng thun, mũ casque trắng, hoặc nón lá (nhất là khi đi trại), nhưng chưa đồng bộ. Các dịp đại lễ, hay hành lễ các ngày vía Phật mang thêm một băng vải màu vàng, từ vai tay trái qua trước ngực chạy xéo xuống tà áo bên phải với dòng chữ màu đỏ "Nam Mô Bổn Sư Thích Ca Mâu Ni Phật".
Hệ thống điều hành lúc bấy giờ gồm:
- Ban Phụ trách Đồng Ấu Phật giáo trực thuộc Ban Quản trị Hội An Nam Phật học.
- Tại địa phương là Ban Đồng Ấu, do Khuôn Hội Phật học cử một thành viên đứng tuổi, uy tín, năng động và có trình độ văn hóa liên lạc với ban phụ trách vùng (thành viên Ban Phụ trách Đồng Ấu) để tiếp nhận các cách thức thành lập Ban Đồng Ấu Khuôn Hội.

Ban Đồng Ấu phân chia thành các Đội, Chúng. Thời này việc chiêu mộ Đoàn Sinh rất khó khăn, phần lớn là phái nam, nữ rất hiếm, ngoại trừ tại Huế và vùng phụ cận (Kim Long, Long Thọ, Vĩ Dạ, An Cựu...).
Lúc sơ khai này đã lấy hoa sen 8 cánh làm biểu tượng chung cho từng Đội, Chúng của Ban Đồng Ấu với màu sắc khác nhau như:
- Đội Sen Xanh, Chúng Sen Vàng...
- Đội Sen Hồng, Chúng Sen Trắng...

8 màu sắc đó là: Vàng, Trắng, Hồng, Xanh, Nâu, Lam, Cam, Đỏ.
Đây là mốc hình thành đầu tiên tiêu biểu cho truyền thống huy hiệu "Hoa Sen" và bài "Trầm Hương Đốt" (cúng dường chư Phật, do Bửu Bác sáng tác) ngày nay của Gia đình Phật tử.
Thời kỳ phục hồi với danh hiệu "Gia đình Phật Hóa Phổ", huy hiệu Hoa Sen được chuyển thành biểu tượng truyền thống chung của cả tổ chức thay vì trước đây chỉ hạn hẹp trong Đội, Chúng, và bản nhạc "Sen Trắng" được chọn làm Đoàn ca chính thức của Gia đình Phật tử.
(Tác giả huy hiệu hoa sen của GĐPT là Lê Lừng, một Trưởng đã đóng góp nhiều công sức với Cư sỹ Lê Đình Thám trong phong trào sơ khai tổ chức và phát triển Gia đình Phật Hóa Phổ, huy hiệu hoa sen được thiết kế và sử dụng khoảng năm 1939-1940. Sau khi Gia đình Phật Hóa Phổ chính thức sử dụng, huy hiệu này cũng được Đoàn Thanh Niện Phật học Đức Dục dùng nhưng thêm mấy chữ viết tắt PHĐD phía trên hoa sen).
Ngoài việc học kinh nghĩa, nghi thức tụng niệm, sinh hoạt linh động về trí năng, kèm theo là làm việc thiện để huân tập cho các em thấu hiểu trong hành xử lòng từ bi, vị tha... Trong những dịp đi cắm trại, ngoài những sinh hoạt thường lệ, còn có mục làm việc thiện, như truyền bá vệ sinh, quét dọn những khu ô uế, rác rưởi, khơi mương rãnh, quy tụ các em nhỏ địa phương cùng vui hát, dự lửa trại... Thời kỳ này, các hình thức phô diễn như phù hiệu, cấp hiệu hay danh xưng các cấp điều khiển chưa có đặt ra. Vị đứng đầu Ban Đồng Ấu gọi là "Anh phụ trách", nếu luống tuổi thì "Bác phụ trách", chưa có danh xưng "Huynh Trưởng, Gia Trưởng"...
Năm 1945 mọi sinh hoạt đều gián đoạn vì cuộc chiến kháng Pháp bùng nổ.

#### Tại Bắc Kỳ
Tại Bắc Kỳ, Hội Phật giáo Bắc Kỳ đã được thành lập (1934) với trụ sở tại chùa Quán Sứ (Hà Nội), do Cư sỹ Nguyễn Năng Quốc làm Hội Trưởng và Hòa thượng Thích Thanh Hanh là Thiền gia Pháp chủ.
Tháng 05 năm 1945 danh hiệu được cải đổi là Hội Việt Nam Phật giáo do Hòa thượng Tuệ Tạng (Tổ Cồn) làm Hội Trưởng, trong khi các thầy Tố Liên và Trí Hải được ủy nhiệm điều hành thường trực công việc.
Từ khi thành lập, ngoài việc kết hợp sơn môn, tu đính giới luật Tăng sự, thiết lập đạo tràng, Phật học đường tại các tổ đình để đào tạo Tăng chúng, đồng thời các Thượng tọa cùng một số Cư sỹ trong Ban Quản trị đã thực hiện việc quy tụ thanh, thiếu, đồng niên, con em Hội Viên để hình thành Ban Đồng Ấu, hàng tuần chiều thứ năm và sáng chủ nhật đến chùa học kinh nghĩa; rước lễ, dâng hoa các ngày đại lễ; tụng niệm; sinh hoạt vui chơi; tập hát các bài hát theo điệu nhạc truyền thống dân tộc do Cư sĩ Thiều Chữu (tác giả cuốn Hán-Việt tự điển) hướng dẫn. Đó là thời kỳ sơ khai hình thành Ban Đồng Ấu Phật giáo tại Bắc Kỳ.
Năm 1946 cuộc chiến kháng Pháp bùng nổ, Hội cũng như tổ chức Đồng Ấu gián đoạn sinh hoạt.

### Thời kỳ phục hồi và cải cách (1948-1953)

#### Tại Miền Trung
Năm 1948 sau những ngày tản cư và hồi cư, do khuyến khích của các Giáo phẩm Tăng-già tại các quốc tự và các Cư sỹ thành viên Ban Quản trị Hội An Nam Phật học tại Huế bắt đầu việc phục hồi tổ chức Đồng Ấu.
Từ đó đã có cuộc gặp gỡ đầu tiên (1948 - 1949?) của một số anh chị đầy đạo tâm, từng suy tư về giáo dục trẻ, đã từng tham dự từ khởi đầu hình thành tổ chức Ban Đồng Ấu cũng như Đoàn Thanh Niên Phật học Đức Dục tại biệt thự số 11 đường Nguyễn Hoàng (thời trước là Rue Paul Bert). Những cuộc gặp gỡ bàn luận về sau tại chùa Từ Đàm do Võ Đình Cường đảm trách cùng với Lê Cao Phan, Hoàng Thị Kim Cúc, Phan Cảnh Tuân, Văn Đình Hy, Cao Chánh Hựu v.v...
Sau thời kỳ gặp gỡ hội bàn và hoạch định các hình thức sinh hoạt, phục hồi tổ chức với đường hướng cải cách nội dung cũng như hình thức, đồng thời lấy danh hiệu là "Gia đình Phật Hóa Phổ" thay danh xưng "Đồng Ấu Phật giáo" của thời kỳ sơ khai trước đây, dưới sự bảo trợ, cố vấn giáo lý của các thầy:
- Thích Minh Châu (đã viên tịch tại Thiền Viện Vạn Hạnh).
- Thích Thiên Ân (đã viên tịch tại Hoa Kỳ).
- Thích Đức Tâm, Thích Chân Trí.
- Thích Trí Không v.v...

Từ đây đã thành lập hai đơn vị đầu tiên là GĐPHP Hướng Thiện do Phan Cảnh Trí làm Phổ Trưởng và Gia đình Phật Hóa Phổ Gia Thiện do Nguyễn Văn Phiên làm Phổ Trưởng, và tổ chức bắt đầu sự cải cách cơ cấu điều hành, chương trình tu học, các hình thức sinh hoạt như:
- Đồng phục, Phù hiệu, Cấp hiệu.
- Chia hai ngành nam, nữ.
- Chia đơn vị Đội, Chúng, Đoàn, Gia đình.
- Tổ chức trại huấn luyện cho Đoàn viên và Huynh trưởng.

Sau đó, tổ chức GĐPHP ngày càng phát triển sâu rộng khắp các chùa và Khuôn Hội tại kinh đô Huế cho tới nông thôn, rồi Đà Nẵng, Đà Lạt, Quảng Trị, Quảng Bình, Nha Trang, Phan Thiết; thiết lập các trại huấn luyện ngành các cấp và Huynh trưởng; bầu cử Ban Hướng dẫn cấp địa phương và Trung Việt.
Năm 1949, Ban Hướng dẫn GĐPHP Thừa Thiên được thành lập với thành phần:
- Trưởng Ban: Lê Cao Phan.
- Các Thành viên: Tráng Thông, Võ Đình Cường, Phan Xuân Sanh, Lê Văn Dũng v.v...

Các năm tiếp theo, tổ chức GĐPHP tại Trung Việt đã phát triển khắp các tỉnh (như nêu trên), từ thành thị đến huyện, xã với đội ngũ Huynh trưởng được đào tạo qua các trại huấn luyện.
Trước sự phát triển rộng khắp ấy, đòi hỏi phải có sự chỉ đạo chung, nên GĐPHP đã triệu tập cuộc họp tại trụ sở Hội Phật học Trung Việt (đường Nguyễn Hoàng) bầu Ban Hướng dẫn GĐPHP (1951) gồm:
- Trưởng Ban: Võ Đình Cường.
- Các Thành viên: Lê Cao Phan, Lê Mộng Đào, Phan Cảnh Tuân, Nguyễn Xuân Quyền, Hoàng thị Kim Cúc v.v...

Ngày 06 tháng 05 năm 1951, Đại hội thống nhất Phật giáo 3 miền được tổ chức tại chùa Từ Đàm, Huế, lấy danh hiệu "Tổng Hội Phật giáo Việt Nam". Trong dịp này, khóa huấn luyện Huynh trưởng đầu tiên do Ban Hướng dẫn GĐPHP Thừa Thiên - Huế được ủy nhiệm đảm trách tổ chức, với sự tham dự của Huynh trưởng ba miền lấy tên là "Trại Kim Cang" và thành phần tham dự trại gồm:
- Ban Trại Trưởng: Võ Đình Cường, Lê Cao Phan, Lê Văn Dũng, Phan Cảnh Tuân, Văn Đình Hy v.v...
- Thành phần Trại Sinh:
  - Bắc Việt: Lê Vinh, Đặng Văn Khuê, Trần Thanh Hiệp v.v...
  - Nam Việt: Nguyễn Hữu Huỳnh.
  - Trung Việt: Đa số...

Đến năm 1954, GĐPT tại Thừa Thiên và số lớn các tỉnh ở Trung Việt và Cao Nguyên đã tiến triển khả quan, với cơ cấu tổ chức quy củ, các kỹ năng sinh hoạt và tu học ngày càng hoàn thiện cũng như một lực lượng Huynh trưởng đông đảo, đầy đạo tâm và khả năng.
Từ đó, trở nên khuôn mẫu trong việc canh tân và phát triển, hướng đến thống nhất toàn diện tổ chức GĐPT tại miền Nam Việt Nam sau ngày đất nước bị qua phân hai miền Nam, Bắc.

#### Tại Miền Bắc
Năm 1946 cuộc chiến tranh Đông Dương (Việt Nam gọi là Chiến tranh chống Pháp) bùng nổ, mọi hoạt động của Hội Việt Nam Phật giáo bị gián đoạn.
Năm 1947, Hội phục hồi hoạt động, Cư sỹ Bùi Thiện Cơ được bầu làm Hội Trưởng, Thượng tọa Thích Tố Liên làm Phó Hội Trưởng Ban Quản trị. Thượng tọa thành lập tại chùa Quán Sứ một nhi viện nuôi dưỡng khoảng 200 trẻ em mồ côi, và mở trường tiểu học Khuông Việt.
Do có sự quan tâm đặc biệt trong giáo dục đối với tuổi thiếu sinh, Thượng tọa kết tập các em mồ côi với học sinh Khuông Việt cùng các Đồng Ấu thành đoàn ngũ lấy danh xưng là Gia đình Phật Hóa Phổ, ủy nhiệm Đặng Văn Khuê xây dựng, trông nom Gia đình Phật Hóa Phổ sơ khởi này.
Vào khoảng năm 1949 - 1950 Gia đình Phật Hóa Phổ lớn mạnh, đã phân chia thành Đoàn, Đội, Chúng và chia thành hai ngành nam, nữ do các Huynh trưởng phụ trách, đồng thời thành lập đơn vị Gia đình Phật Hóa Phổ Minh Tâm là đơn vị đầu tiên tại chùa Quán Sứ dưới sự bảo trợ, cố vấn giáo lý của Đại đức Thích Thanh Kiểm (cố Hòa thượng) và Đại đức Thích Tâm Giác (cố Hòa thượng), với thành phần Huynh trưởng gồm có:
- Gia Trưởng: Đạo Hữu Viên Quang.
- Liên Đoàn Trưởng: Lê Vinh.
- Ủy viên: Trần Thanh Hiệp.
- Đoàn Trưởng Thiếu Nam: Đặng Văn Khuê.
- Đoàn Trưởng Thiếu Nữ: Tuệ Mai.
- Đoàn Trưởng Đồng Nam: Đỗ Văn Tuyển.
- Đoàn Trưởng Đồng Nữ: Trần Thị Ngọ.

...
Tiếp đó thành lập các Gia đình Liên Hoa, Minh Đạo, Từ Quang, Phả Quang và phát triển rộng lớn đến Hải Phòng, Nam Định, Bắc Ninh, Vĩnh Yên v.v...
Tháng 5 năm 1951, Đại hội Phật giáo ba miền họp tại chùa Từ Đàm, Huế, đã quyết nghị thống nhất Phật giáo với danh hiệu Tổng Hội Phật giáo Việt Nam.
Song hành với dịp đại hội này, trại huấn luyện Kim Cang được tổ chức nhân các Huynh Trưởng cấp tỉnh trở lên của ba miền về dự Đại hội thống nhất Phật giáo, đã hội thảo tiến tới thống nhất hình thức tổ chức, sinh hoạt đoàn thể Phật tử (Gia đình Phật Hóa Phổ). Phái đoàn Huynh trưởng Bắc Việt được cử về dự gồm có các Trưởng: Tâm Thiết - Trần Thái Hồ, (Lê Vinh), Thông Phương - Đặng Văn Khuê và Chân Quang - Trần Thanh Hiệp.
Qua các cuộc hội thảo và trại huấn luyện Kim Cang, danh xưng Gia đình Phật Hóa Phổ được thống nhất cải đổi thành danh xưng Gia đình Phật tử Việt Nam. Sau đó nhằm đáp ứng nhu cầu phát triển, canh tân và hướng dẫn, Hội Việt Nam Phật giáo thành lập Ban Hướng dẫn GĐPT Bắc Việt để điều hành các đơn vị của Gia đình Phật tử tại Bắc Việt với các thành phần như sau:
- Trưởng ban: Nguyễn Văn Nhã
- Phó Trưởng ban: Lê Vinh, Tuệ Mai.
- Ủy viên: Trần Thanh Hiệp, Lê Văn Lãm, chị Ni v.v...

Tháng 01 năm 1953 phái đoàn đại biểu GĐPT Bắc Việt gồm có Nguyễn Văn Nhã, Lê Văn Lãm, Chị Ni, Tuệ Mai, Diệu Minh và Ty được cử vào dự Đại hội Huynh trưởng GĐPT Toàn quốc họp tại chùa Từ Đàm, hội thảo các dự án thành lập Nội quy, chương trình tu học và sinh hoạt thống nhất.
GĐPT tại miền Bắc ngày càng phát triển đều khắp đến Phúc Yên, Hải Dương, Hà Đông, Bắc Giang. Các khóa Huấn luyện Huynh trưởng lưu động được tổ chức tại mỗi tỉnh, hạt.
Năm 1953 Trại Bồ Đề I (huấn luyện Đội, Chúng Trưởng và Đoàn Phó) được tổ chức tại Phúc Yên do Bùi Ngọc Bách làm Trại Trưởng. Trong khoảng thời gian này lại được thêm các Trưởng Nguyễn Minh Hiền, Phạm Mạnh Cương từ Huế ra Hà Nội học, đã tăng cường thêm sức cho các hoạt động GĐPT tại Bắc Việt.
Đầu năm 1954, Trại họp bạn Vô Ưu được tổ chức tại đền Voi Phục, (Láng), quy tụ tất cả các GĐPT các tỉnh cùng về dự, và do trưởng Nguyễn Minh Hiền làm Trại Trưởng. Đây là trại họp bạn sau cùng đánh dấu sự phát triển và lớn mạnh của tổ chức GĐPT tại Bắc Việt và sau đó nhận lấy sự qua phân hai miền Nam, Bắc bởi Hiệp định Genève.
Dưới chính thể Việt Nam Dân chủ Cộng hòa ở miền Bắc, tổ chức Gia đình Phật tử hoàn toàn giải thể.

#### Tại Miền Nam
Hoàn cảnh Nam Việt từ 1947 trở về trước khác với Bắc và Trung Việt, về sau mặc dầu đã có xu hướng và ý định tiến đến hình thành tổ chức GĐPT, song không đủ nhân sự chuyên trách, cũng như thông hiểu hình thức và nội dung tổ chức.
Đến năm 1951, cơ duyên thuận lợi cho công cuộc thống nhất Phật giáo Việt Nam sau gần 3-4 thập kỷ bị phân ly do chính sách thống trị và ngược đãi của thực dân Pháp. Đại hội thống nhất Phật giáo ba miền thành lập Tổng Hội Phật giáo việt Nam được tổ chức tại chùa Từ Đàm gồm có 6 tập đoàn Tăng già và Cư sỹ:
- Giáo hội Tăng Già Bắc Việt.
- Giáo hội Tăng Già Trung Việt.
- Giáo hội Tăng Già Nam Việt.
- Hội Việt Nam Phật giáo Bắc Việt.
- Hội Phật giáo Trung Việt.
- Hội Phật Học Nam Việt.

Phái đoàn Hội Phật Học Nam Việt do Thượng tọa Thích Quang Minh làm Hội Trưởng làm Trưởng phái đoàn và các thành viên gồm có:
- Đạo hữu Chánh Trí Mai Thọ Truyền, Tổng Thư ký.
- Đạo Hữu Pháp Huệ Nguyễn Hữu Huỳnh, Phó Tổng Thư ký.
- Đạo Hữu Trần Khoan Hậu.

Đạo hữu Pháp Huệ Nguyễn Hữu Huỳnh về dự Đại hội thống nhất Phật giáo Việt Nam với tư cách thành viên phái đoàn Hội Phật học Nam Việt. Song Ban Trưởng Trại huấn luyện Kim Cang dò biết vị Đại biểu trẻ nhất phái đoàn Nam Việt có phong độ năng động, linh hoạt, hầu như đã từng trải về sinh hoạt thanh niên, và chính là một đồng hương Huế, đang là một Huynh Trưởng Hướng Đạo tại Sài Gòn, nên đã tìm cách vận động, thúc đẩy tham gia trại Kim Cang, để tiến tới hình thành tổ chức GĐPT tại Nam Việt. (tại khóa tu học Anoma của GĐPT Vĩnh Nghiêm 1993, Trưởng Hồng Liên Phan Cảnh Tuân, Giảng viên, cho biết hồi đó Trưởng phải chạy từng bộ đồng phục lam cho Trưởng Huỳnh để dự khóa huấn luyện).
Vốn sẵn dòng máu truyền thống Phật giáo và đã đến với Ban Đồng Ấu thuộc Hội An Nam Phật học từ ngày đầu thành lập (1938) và vào sinh sống ở Sài Gòn hạ niên 1940, Trưởng Pháp Huệ chấp nhận dự trại huấn luyện.
Đại hội thống nhất Phật giáo bế mạc, và khóa huấn luyện Kim Cang kết thúc, Trưởng Huỳnh trở về Nam Việt với nỗi lòng hân hoan: Sự thống nhất Phật giáo và tổ chức GĐPT kết chặt "tình Lam con Phật" nhằm canh tân và phát triển GĐPT khắp ba miền.
Cảnh trạng ấy đã đáp ứng được nỗi đam mê, ước vọng của Trưởng Huỳnh trong việc giáo dục thanh, thiếu, đồng niên hướng thiện, theo tinh thần đạo Phật. Từ đó với bao kiến thức sẵn có, cùng với những tài liệu thu nhập được ở khóa huấn luyện Kim Cang, Trưởng Huỳnh đã dành hết thời gian và trí tuệ, quyết tâm thành lập bằng được tổ chức GĐPT tại Nam Việt.
Trước khi tiến hành thành lập, Trưởng Pháp Huệ cảm thấy trong Ban Quản trị Hội Phật học có Bác sỹ Nguyễn Văn Thọ, Phó Hội Trưởng, là người có đủ điều kiện về cơ sở vật chất (nhà cửa, phương tiện) và nhân lực (con cháu đông đúc) làm nhân, tác động hình thành tổ chức Gia đình Phật tử tại Sài Gòn để dần dần lan rộng đến các tỉnh. Trưởng liền tìm đến tiếp xúc với Bác sỹ Thọ trình bày mục đích, ý nghĩa tổ chức GĐPT đối với đạo, và giáo dục thanh, thiếu, đồng niên hướng thiện theo tinh thần đạo Phật; đồng thời trình bày đầy đủ về hình ảnh sinh động, hòa vui cũng như chương trình tu học và sinh hoạt GĐPT, được Bác sỹ Thọ thông cảm và tâm đắc, khuyến khích đôn đốc Trưởng Huỳnh: "Đạo Hữu nên mau tiến hành, Ban Quản trị Hội và tôi luôn ủng hộ". Bác sĩ liền giao biệt thự số 31 Nguyễn Thông (công xá được cấp theo công vụ) và con cháu trong gia quyến (gồm 28 nhân lực) làm khởi điểm hình thành GĐPT tại Sài Gòn.
Từ đây một mình Huynh Trưởng Pháp Huệ Nguyễn Hữu Huỳnh đảm trách mọi vai trò, vừa là người Huynh Trưởng hướng dẫn, vừa là một Đoàn Sinh. Từ tổ chức thành đội ngũ, giảng dạy Phật pháp; tập hát; các trò chơi; các chuyên môn sinh hoạt thanh niên: gút, morse, dấu đi đường; vạch chương trình sinh hoạt định kỳ; cho đến việc chiêu mộ thêm đoàn sinh...
Trong vòng thời gian gần ba tháng, các em Đoàn Sinh đã tiếp nhận cách thức sinh hoạt, thuộc các bài hát: "Phật giáo Việt Nam", "Trầm hương đốt", "Dây thân ái", "Dòng Anoma"... và đã thuộc kinh cùng nghi thức hành lễ sám hối, Trưởng liền tổ chức lễ ra mắt thành lập GĐPT Chánh Tâm tại mặt tiền sân thượng tư gia Bác sỹ Nguyễn Văn Thọ. Lễ ra mắt Đơn vị đầu tiên này trước sự chứng giám của chư Tăng, và Ban Quản trị Hội Phật học gồm có:
+ Thầy Đạt Từ, Thầy Quảng Liên (nay là Hòa thượng viện chủ Tu Viện Quảng Đức, Thủ Đức)
+ Toàn thể thành viên Ban Quản trị Hội Phật học Nam Việt.
Chứng kiến lễ ra mắt, Thầy Quảng Liên đã hân hoan khen ngợi và khuyến khích mau chóng cho phát triển tổ chức GĐPT, để hướng dẫn tuổi trẻ đến với chánh pháp. Từ đó tổ chức GĐPT (họ Chánh) lần lượt hình thành tại Sài Gòn và mau chóng lan tới các tỉnh ở Nam Việt.
Vào khoảng năm 1952 - 1953 được thêm Trưởng Nguyễn Văn Thục (tự giới thiệu nguyên là GĐPT Chơn Trí - An Lăng, Huế) và tiếp theo đó có Trưởng Tống Hồ Cầm ở Đà Lạt xuống Sài Gòn. Trưởng Huỳnh cho biết năm 1951, Trưởng là thành viên phái đoàn Phật học Nam Việt về dự Đại hội Thống Nhất Phật giáo ba miền tại chùa Từ Đàm, Huế và được quen biết Trưởng Tống Hồ Cầm (phái đoàn Trung Việt) và Đạo Hữu Viên Quang (phái đoàn Bắc Việt), mà cả hai cùng Trưởng Huỳnh đều là thành viên Thư ký Đoàn của Đại hội, cũng như đã làm quen tại khóa Huấn luyện Huynh trưởng đầu tiên của Trại Kim Cang, cộng tác phát triển (GĐPT thuộc Giáo hội Tăng già Nam Việt tại chùa Ấn Quang) xây dựng GĐPT Nam Việt, thuộc Hội Phật học Nam Việt.
"... Năm 1950 sau cơn ly tán tập hợp lại, tái lập tổ chức GĐPHP dưới sự hướng dẫn của chú Minh Châu, anh Võ Đình Cường, Tống Hồ Cầm, Phan Cảnh Tuân, chị Hoàng Thị Kim Cúc..."
"... như một đóa sen vươn cánh nở từ khắp đất Thần Kinh, BHD Thừa Thiên được thành lập. Lúc bấy giờ ở Sài Gòn anh Tống Hồ Cầm, Nguyễn Văn Thục tổ chức GĐPT trực thuộc Hội Phật học Nam Việt lúc này còn rất nghèo ở chùa Phước Hòa"...
Trại Kim Cang 1951, chỉ có Đại biểu GĐPHP Trung và Bắc Việt, còn Nam Việt chưa có GĐPHP nên anh Nguyễn Hữu Huỳnh, Đại biểu phái đoàn Hội Phật học Nam Việt được mời dự Trại Huấn luyện Huynh Trưởng như một Đại biểu GĐPHP Nam Việt dự trại huấn luyện như đã nói ở phần trên.
Trong khi tổ chức GĐPT Nam Việt đang trên đà phát triển rộng khắp tại một số tỉnh, (tại Sài Gòn - Gia Định đã có các đơn vị Gia đình Chánh Tín, Chánh Thọ, Chánh Đạt, Chánh Minh nhưng chưa hội đủ cơ duyên thành lập Ban Hướng dẫn), Trưởng Pháp Huệ Nguyễn Hữu Huỳnh và sau đó được sự hợp tác (1952 - 1959) của Trưởng Tâm Bửu Tống Hồ Cầm và Trưởng Nguyễn Văn Thục (cho biết nguyên ở GĐPT Chơn Trí - An Lăng, Huế) chuẩn bị để phát triển xây dựng GĐPT Nam Việt, thì cục diện đất nước qua phân thành hai miền Bắc, Nam bởi Hiệp định Genève.
Đến năm 1960, Đại hội Huynh Trưởng các GĐPT họ Chánh thuộc Hội Phật học Nam Việt họp hội nghị tại chùa Xá Lợi, thành lập BHD GĐPT Nam Việt, do Trưởng Tống Hồ Cầm làm Trưởng Ban.
Lâu nay biên giả có thắc mắc về khoảng thời gian 1960 trở đi thấy vắng danh Trưởng Huỳnh, mà khi mưu sinh tại Sài Gòn lui tới Bạn Đoàn đầy tính tài tử tại chùa Xá Lợi, chùa Giác Minh, chùa Phổ Quang thường được nghe nói về Trưởng Huỳnh với GĐPT tại chùa Xá Lợi, và với Đoàn Huynh Trưởng A Dục cùng với Trưởng Phan Cảnh Tuân.
Cũng như tại Đại hội Huynh trưởng GĐPT năm 1964 tại trường Nữ Trung học Gia Long, (qua giới thiệu của Ban Tổ chức) mới được biết Trưởng Pháp Huệ Nguyễn Hữu Huỳnh là Cựu Huynh trưởng. Tuy vậy chưa bao giờ may mắn đối diện, vì bản tính vốn thầm lặng, khiêm tốn trong giao tiếp.
Năm 1994 hân hạnh được GĐPT Xá Lợi (Cố Gia Trưởng Mã Văn Tố tự Long) mời dự buổi trình diễn văn nghệ, lần đầu tiên được trực diện Trưởng Huỳnh. Về sau tại lễ ra mắt GĐPT Phổ Hiền (tại khu Bảy Hiền) lại được hội ngộ Trưởng Huỳnh, nhân đấy tôi có đề cập thắc mắc như trên thì được Trưởng Huỳnh tỏ lời cảm ơn, với nụ cười "tình Lam" mà không giải đáp, nên cứ đánh dấu hỏi???"...

### Thời kỳ cải cách theo hướng thống nhất (1953-1964)

#### Tiến trình phát triển và xây dựng
Qua Đại hội tháng 5/1951, cùng với Trại Huấn luyện Kim Cang đầu tiên là cơ duyên mở đầu tinh thần thống nhất, và canh tân cơ cấu tổ chức điều hành, chương trình tu học và các hình thức sinh hoạt GĐPT thuộc Tổng Hội Phật giáo Việt Nam. Do đó đã dẫn đến Đại hội GĐPT Toàn quốc diễn ra vào tháng 01/1953 tại Huế, gồm có 63 Đại biểu Huynh trưởng chính thức của 3 miền.
Kết quả Đại hội đã thành lập Ban Hướng dẫn Trung ương Gia đình Phật tử Việt Nam, và quyết nghị chấp thuận một Nội quy và chương trình tu học, cùng hình thức sinh hoạt thống nhất toàn quốc.
Sau Đại hội 1953, GĐPT ba miền đã tỏ rõ sự trưởng thành và quy củ từ cơ cấu tổ chức đến điều hành, tu học, sinh hoạt, các hình thức phô diễn, đến việc đào tạo hàng ngũ Huynh trưởng qua các khóa huấn luyện, làm nền tảng cho sự xây dựng và phát triển trong tương lai, nhằm tiến tới sự thống nhất toàn diện.
Qua năm 1954, Hiệp định Génève phân chia đất nước thành hai miền Nam, Bắc.

#### Gia đình Phật Tử tại miền Nam Việt Nam
Đến năm 1955 Tổ chức GĐPT tại Nam Việt đã hình thành và phát triển khả quan tại Đô Thành Sài Gòn - Gia Định và lan rộng tới các tỉnh Biên Hòa, Cần Thơ, Mỹ Tho, (Định Tường), Vĩnh Long (Long Xuyên)...
Hiệp định Genève chia đôi đất nước thành hai miền Nam, Bắc. Năm 1955, đồng bào miền Bắc thuộc mọi thành phần nói chung, trong đó có đồng bào Phật giáo và Huynh trưởng, Đoàn sinh GĐPT nói riêng, di cư vào định cư tại Sài Gòn - Gia Định và một số tỉnh thuộc Nam Việt và Trung Việt.
Từ bấy giờ tổ chức GĐPT tại Nam Việt có thêm hai hệ thống của hai BHD GĐPT Bắc Việt tại miền Nam:
+ Một thuộc Giáo hội Tăng già Bắc Việt đặt trụ sở tại chùa Giác Minh, đường Phan Thanh Giản (nay là Điện Biên Phủ).
+ Thứ hai, thuộc Hội Việt Nam Phật giáo Bắc Việt đặt trụ sở tại chùa Phước Hòa, đường Phan Đình Phùng (nay là Nguyễn Đình Chiểu).
Trong cảnh đất nước chia cắt Bắc - Nam tạo ra những phức tạp, xáo trộn không tiên liệu được. Bởi vậy, ở thời gian giao thời lúc đầu không tránh khỏi những ngộ nhận và trở ngại trong hoạt động. Vì sự điều hành hoạt động và quản trị khác nhau, do thống thuộc mỗi tập đoàn Phật giáo và không được sự chỉ đạo chung bởi một Ban Hướng dẫn toàn quốc theo tinh thần Đại hội 1953.
Tuy vậy, vẫn có sự quan hệ "tình Lam, con Phật", và hình thức tổ chức, tu học vẫn theo Nội quy GĐPT Việt Nam.
Nhằm tạo hòa khí trước những ngộ nhận, dao động của giao thời và kết liên "tình Đạo, tình Lam", Trưởng Huỳnh đã liên hệ với các GĐPT họ Giác (thuộc Giáo hội Tăng Giá Bắc Việt) và GĐPT họ Minh (thuộc Việt Nam Phật giáo Bắc Việt) cùng Trưởng Hồng Liên Phan Cảnh Tuân (GĐPT Trung Việt) thành lập Đoàn Huynh trưởng A Dục. Mục đích của Đoàn nhằm trao đổi kinh nghiệm, bồi bổ kiến thức trong vai trò Huynh trưởng phụng sự Đạo pháp, và hòa đồng hoạt động xây dựng GĐPT Nam Việt, phù hợp với hoàn cảnh đương thời.
Năm 1960 nhằm kết liên tình lam, Đoàn Huynh trưởng A Dục do các Trưởng Nguyễn Hữu Huỳnh, Phan Cảnh Tuân hướng dẫn đã thăm Đà Lạt & giao lưu với GĐPT địa phương. Nhờ sự quan hệ thắm thiết "tình Lam, con Phật", dầu sự thống nhất khác nhau song cùng một lý tưởng phụng sự Đạo pháp và xây dựng tổ chức Gia đình Phật tử Việt Nam. Khoả cuối thập niên 1950, Ông Chánh Trí Mai Thọ Truyền ra quyết định thành lập và chỉ định Trưởng Tống Hồ Cầm đảm trách Trưởng BHD. Từ đây, GĐPT Nam Việt có ba Ban Hướng dẫn:
1. Ban Hướng dẫn Gia đình Phật tử Nam Việt.
2. Ban Hướng dẫn Gia đình Phật tử thuộc Giáo hội Tăng Già Bắc Việt tại miền Nam.
3. Ban Hướng dẫn Gia đình Phật tử thuộc Hội Việt Nam Phật giáo.
Cuối năm 1960, sau cuộc họp sơ bộ tại Nha Trang Thượng tọa Thích Thiện Minh, Ủy viên Thanh Niên Phật tử Tổng Hội Phật giáo Việt Nam, vào Sài Gòn họp với Đại đức Ủy viên Thanh Niên và một số Huynh trưởng GĐPT Bắc Việt tại chùa Giác Minh. Các phiên họp này nhằm mục đích tìm phương thức đi đến thống nhất sự chỉ đạo các GĐPT.
Nhờ sự lãnh đạo sáng suốt, đầy tế nhị của Thượng tọa Ủy viên Thanh Niên Phật tử, cùng sự kết hợp tình lam qua Đoàn Huynh trưởng A Dục bấy giờ, là một phần nhân tố duyên lành, dẫn đến Đại hội Huynh trưởng Toàn quốc họp tại chùa Xá Lợi từ ngày 26 đến ngày 28/12/1961 bầu cử BHD toàn quốc (như tinh thần Đại hội 1953) gồm đủ thành phần đại diện Bắc - Trung - Nam như:
+ Trưởng Ban: Thượng tọa Thích Thiện Hoa.
+ Phó Ban ngành Nam: Tâm Bửu Tống Hồ Cầm.
+ Phó Ban ngành Nữ: Tâm Chánh Hoàng Thị Kim Cúc.
+ Tổng Thư ký: Trần Quang Thuận.
+ Phó Tổng Thư ký: Tâm Huệ Cao Chánh Hựu.
+ Thủ Quỹ: Đạo hữu Tâm Thông Nguyễn Đức Lợi.
Kể từ đây trở đi, tổ chức GĐPT Việt Nam thể hiện tinh thần đoàn kết vững chắc với một ý chí xây dựng và củng cố hàng ngũ, phát huy đức tính Bi, Trí, Dũng phụng sự Đạo pháp. Do đó, đã trở thành một lực lượng kiên trung với trí tuệ trong sáng, góp phần vào công cuộc đòi hỏi tự do tín ngưỡng, bình đẳng tôn giáo, theo Giáo lệnh của Đức Hội Chủ Tổng Hội Phật giáo Việt Nam và của Ủy ban Liên Phái Bảo vệ Phật giáo năm 1963.

### Thời kỳ sinh hoạt dưới Giáo hội Phật giáo Việt Nam Thống Nhất
Năm 1964, sau cuộc vận động tự do tín ngưỡng, bình đẳng tôn giáo của mùa Pháp nạn năm 1963, Đại hội Phật giáo họp tại chùa Xá Lợi, gồm sáu cộng đoàn tăng già, cư sĩ Bắc -Trung - Nam và Giáo hội Phật giáo Nam Tông (Nguyên thủy), đồng tâm quyết nghị thành lập Giáo hội Phật giáo Việt Nam Thống nhất với bản văn Hiến Chương ấn định Giáo chế, cơ cấu tổ chức điều hành Giáo hội gồm 2 viện: Viện Tăng thống và Viện Hóa đạo (bao gồm các Tổng Vụ và các Vụ); đồng thời ấn định GĐPT thuộc Tổng Vụ Thanh Niên, trực nhiệm GĐPT Vụ của Viện Hóa Đạo. Văn phòng của BHD Trung ương đặt tại chùa Ấn Quang.
Chiếu Hiến Chương GHPGVNTN tháng 06/1964, GĐPT đã tiến hành Đại hội Huynh trưởng toàn quốc tại Trường Nữ Trung học Gia Long (Sài Gòn), bầu cử Ban Hướng dẫn Trung ương Gia đình Phật tử Việt Nam, quyết nghị Nội quy, Quy chế Huynh trưởng và các chương trình tu học, sinh hoạt của GĐPT thống nhất.
Từ đây, tổ chức GĐPTVN từ cấp BHD Trung ương đến BHD cấp Tỉnh với cấp trung gian là Đại diện BHD Trung ương tại cấp Miền, được phân định thành 8 miền ứng với 8 miền của GHPGVNTN:
1. Vạn Hạnh (Bắc Trung Phần).
2. Liễu Quán (Nam Trung Phần).
3. Khuông Việt (Cao Nguyên Trung Phần)
4. Khánh Hòa (Đông Nam Phần)
5. Quảng Đức (Thủ Đô Sàigòn)
6. Vĩnh Nghiêm (Phật tử Bắc Việt tại miền Nam).
7. Khánh Anh (Hậu Giang Nam Phần).
8. Huệ Quang (Tiền Giang Nam Phần).

Cấp miền có (Ban) Đại diện BHD Trung ương tại Miền. Cấp Tỉnh có BHD GĐPT Tỉnh. Cấp Quận có (Ban) Đại diện BHD Tỉnh tại Quận.
Sau năm 1964, GĐPTVN đã rất cường thịnh về mọi mặt, tổ chức, điều hành cùng chương trình tu học theo đúng mục đích: Học đạo và giáo dục thanh, thiếu, đồng niên theo tinh thần luân lý đạo Phật do các bậc Tôn túc Tăng-già và chư vị Cư sỹ uyên bác như (Bác sỹ Tâm Minh - Lê Đình Thám) tiền bối sáng lập. Cho nên dù trong cảnh huống nào Gia đình Phật tử vẫn giữ đúng truyền thống thuần túy đạo Phật với hạnh nguyện tự giác, giác tha để phụng sự Đạo pháp và kết liên "tình Lam con Phật".

### Xây dựng Trại trường tại Đà Lạt
Trong những năm của thập niên 60, tổ chức GĐPT phát triển rộng khắp và sinh hoạt rầm rộ ở khắp mọi nơi trên đất nước.
Niềm ao ước và mong mỏi của mọi Đoàn sinh và Huynh trưởng là làm thế nào để xây dựng cho được một Trại trường của GĐPTVN.
Và đến Đại hội Huynh trưởng Toàn quốc 1964 tại Sài Gòn, vấn đề được đặt ra và quyết định xây dựng Trại trường GĐPTVN tại Đà Lạt.
Đại Hội đã uỷ nhiệm cho BHD GĐPT Đà Lạt – Tuyên Đức 3 việc:
1. Lập thủ tục xin chính quyền địa phương cấp cho một lô đất để xây dựng “Trại trường Gia đình Phật tử Việt Nam”, nơi đào tạo cán bộ (Huynh trưởng) cho GĐPTVN.
2. Thiết kế hoạ đồ Đài Lục Hòa và Trại trường.
3. Đứng ra trông nom, xây dựng Đài Lục hòa khi được xét duyệt chấp thuận.
4. Sau khi dự Đại Hội về, Ban Hướng dẫn Đà Lạt – Tuyên Đức xúc tiến ngay những việc nghiên cứu thực địa, tìm địa điểm thích hợp, vẽ họa đồ… khi đã chọn được một địa điểm thích hợp là một khu đồi thông cạnh Hồ Than Thở, thành phố Đà Lạt.

BHD GĐPT Đà Lạt – Tuyên Đức (được sự hỗ trợ của Ban Trị sự Tỉnh hội Phật giáo Đà Lạt – Tuyên Đức) làm văn thư gửi chính quyền xin cấp lô đất rộng 17,6 Ha cạnh hồ Than Thở – Đà Lạt để xây cất Đài Lục hòa và Trại trường GĐPTVN.
– Tháng 03/1967, nhận được quyết định số 30/HC3/QĐ/67, ký ngày 04/03/1967 của chính quyền địa phương chấp thuận cho GĐPT thuộc Tỉnh hội Phật giáo Đà Lạt – Tuyên Đức được xử dụng lô đất nói trên.
– BHD GĐPT Đà Lạt – Tuyên Đức thực hiện các bảng tole nhỏ, dài, có huy hiệu Hoa Sen trắng và dòng chữ “Trại trường Gia đình Phật tử Việt Nam” để đóng vào các cây thông xung quanh khu đất Trại Trường GĐPT cạnh hồ Than Thở – Đà Lạt.
– Tháng 01/1969, BHD GĐPT Đà Lạt – Tuyên Đức nhận được giấy phép số 05/HC3/B, ký ngày 15/01/1969 của chính quyền địa phương cho phép xây dựng Đài Lục hòa và Trại trường GĐPTVN theo họa đồ đã đệ trình.
– Lễ đặt viên đá đầu tiên xây dựng Đài Lục hòa và Trại Trường GĐPTVN được tổ chức trọng thể vào ngày 19/01/1969 dưới sự chứng minh của Thượng tọa Thích Đạo Quang, Chánh Đại diện GHPGVNTN miền Khuông Việt và Đại đức Thích Minh Tuệ, Chánh Đại diện GHPGVNTN tỉnh Đà Lạt – Tuyên Đức cùng với Ban Trị sự Tỉnh hội, các Chi, Khuôn hội; BHD Trung Ương GĐPTVN và đại diện BHD các tỉnh, thị trên toàn quốc và đông đảo quan khách. Các đơn vị GĐPT trên toàn tỉnh Tuyên Đức – Đà Lạt – Lâm Đồng về cắm trại rất đông.
Trong buổi lễ, anh Võ Đình Cường – Trưởng BHD Trung ương GĐPT Việt Nam đã ngỏ lời cảm ơn chính quyền địa phương và các cơ quan sở tại. Trong bài diễn văn vào dịp này, anh nói:
“GĐPT chúng tôi đã có được khu đất rộng rãi, đẹp đẽ để làm Trại Trường đào tạo cán bộ cho GĐPT trên toàn quốc. Trong một ngày rất gần đây, nơi đây Trại Trường sẽ được dựng lên trong khung cảnh hùng vĩ và không kém phần thơ mộng… Từng lớp người thanh niên nam nữ Phật Tử sẽ được đào luyện để trở thành Huynh Trưởng trong cái lò huấn luyện này. Đà Lạt sẽ là nơi mà tất cả cán bộ nòng cốt của phong trào GĐPT trên toàn quốc đều phải đi qua và chắc chắn sẽ ghi khắc trong lòng nhiều kỷ niệm quý báu, êm đềm của một Thị xã thơ mộng, hiền hòa, có khí hậu mát mẻ, trong lành nhất và cũng có nhiều danh lam, thắng cảnh nhất trên bán đảo Đông Dương này…”.
Sau lễ đặt viên đá đầu tiên, BHD GĐPT Đà Lạt – Tuyên Đức xúc tiến những dự án xây cất. Chính anh Nguyên Tín Nguyễn Châu, Trưởng BHD GĐPT Đà Lạt – Tuyên Đức là người đã thiết kế và trực tiếp quản lý công trình xây dựng Đài Lục Hòa.
Đài Lục hòa hình trụ lục giác, cao 11m khắc 6 câu “Hòa Kỉnh” vào 6 mặt trụ: Thân hòa đồng trú; Khẩu hòa vô tranh; Ý hòa đồng duyệt; Kiến hòa đồng giải; Giới hòa đồng tu; Lợi hòa đồng quân, tượng trưng cho tinh thần Lục hòa Cộng trụ của tổ chức GĐPTVN. Đỉnh trụ tôn trí thánh tượng Bồ Tát Quán Thế Âm do hai Huynh trưởng Tâm Kiểm Bạch Hoa Mai và Tâm Phát Võ Văn Phác tôn tạo cùng BHD GĐPT Đà Nẵng thỉnh vào. Trụ đài đặt trên một tòa sen 12 cánh nở, nằm trên một bệ tròn dày 5 tấc, đường kính 12 mét, xung quanh khắc tên GĐPT tất cả các tỉnh từ Quảng Trị đến Cà Mau có sinh hoạt GĐPT và đóng góp tịnh tài xây dựng đài.
Các thời điểm đáng nhớ:
- Lễ đặt viên đá đầu tiên: 19/01/1969.
- Lễ khởi công xây cất: 28/03/1970.
- Lễ khánh thành: 25/12/1973.

Với tổng kinh phí 1.228.792 đồng (vào thời điểm đó số tiền này rất lớn) do công sức của các Ban Bảo trợ, các BHD tỉnh, thị trên toàn quốc cùng với quý Đạo hữu Phật tử hảo tâm; Huynh trưởng và Đoàn sinh các đơn vị GĐPT sở tại đóng góp tích cực trong suốt 4 năm trời mới xây dựng nên Đài Lục Hòa Trại Trường GĐPTVN.
Nơi đây, Trại Huấn luyện Huynh trưởng cao nhất của GĐPTVN - Trại Vạn Hạnh I đã được tổ chức sau ngày khánh thành 1 năm.

### Thời kỳ sinh hoạt dưới Giáo hội Phật giáo Việt Nam (1981- nay)
- Năm 1981, Đại hội các tổ chức Phật giáo được tổ chức tại chùa Quán Sứ, Hà Nội. Dẫn đến việc thống nhất Giáo hội Phật giáo Việt Nam. Lúc này, GĐPT sinh hoạt trong lòng GHPGVNTN (mà nhiều thành viên của GHPGVNTN đã trở thành thành viên GHPGVN). Do không thống nhất nội bộ nên một số lãnh đạo Phật giáo đã tách ra khỏi GHPGVN phục hoạt GHPGVNTN. Cũng theo đó mà GĐPTVN cũng có sự phân hóa riêng biệt về mặt tổ chức nhưng cùng tinh thần, mục đích như một tổ chức thống nhất nên hoàn cảnh đó còn nhiều khó khăn, nhân sự phân tán nên sinh hoạt GĐPT tại một số nơi có phần khựng lại nếu không muốn nói là bế tắc. Trước tình hình đó, những người có trách nhiệm với Gia đình Phật tử đã ngồi lại với nhau để "Tìm cách cho GĐPT được sinh hoạt đều đặn và có hiệu quả, phù hợp với tình hình mới của đất nước và của Giáo hội Phật giáo Việt Nam". Sau cuộc họp lịch sử ngày 19/10/1997 tại Thiền viện Vạn Hạnh (TP.HCM), một bản thông báo mang theo 5 chữ ký của: Hòa thượng Thích Minh Châu và 4 Huynh Trưởng cấp Dũng: Võ Đình Cường, Tống Hồ Cầm, Nguyễn Xuân Quyền và Nguyễn Châu được gửi đến toàn thể Huynh Trưởng và Đoàn sinh GĐPTVN.
Nội dung bản Thông báo có 5 điểm (nguyên văn):
"1. Sinh hoạt GĐPT nhằm đào luyện Thanh Thiếu Đồng niên thành những Phật tử chân chính, góp phần xây dựng xã hội. Sinh hoạt này, trước đây đã đạt được những thành quả tốt đẹp nay cần phải được tiếp tục phát huy.
2. Từ ngày được thành lập, GĐPT luôn luôn sinh hoạt trong khuôn khổ pháp lý của một tổ chức Phật giáo được Nhà nước chấp thuận, như Hội An Nam Phật học, Hội Phật học Nam Việt, Tổng hội Phật giáo Việt Nam, Giáo hội Phật giáo Việt Nam Thống nhất. Nay sinh hoạt của GĐPT cần được thực hiện trong khuôn khổ pháp lý của Giáo hội Phật giáo Việt Nam.
3. Một số ít điều trong Nội quy và Quy chế Huynh Trưởng của GĐPT cần được tu chỉnh cho phù hợp với Hiến chương của GHPGVN.
4. Huynh Trưởng và Đoàn sinh GĐPT cần chung sức chung lòng cùng nhau đẩy mạnh sinh hoạt GĐPT để đóng góp vào sự nghiệp chung của Phật giáo và đất nước.
5. GĐPT cần tranh thủ để được sự quan tâm giúp đỡ cụ thể của GHPGVN trong các sinh hoạt."
Cũng trong năm này, Đại hội Phật giáo toàn quốc lần thứ IV diễn ra tại Hà Nội, GĐPT được chính thức công nhận, ghi vào Hiến chương Giáo hội Phật giáo Việt Nam (Chương V Điều 19).
- Năm 1998, GHPGVN thành lập các BHD Phật tử từ Trung ương đến các Tỉnh, Thành. Ngành Cư sỹ Phật tử do Chư Tăng trực tiếp lãnh đạo, ngành GĐPT do Huynh Trưởng điều hành theo chủ trương đường lối của GHPGVN. Phân Ban GĐPT Trung ương được thành lập với nhân sự:
+ Trưởng Phân Ban: Huynh trưởng Thiện Điều Nguyễn Thắng Nhu
+ Phó Phân Ban: Huynh trưởng Nguyên Hậu Nguyễn Văn Thuần
+ Thư ký: Huynh trưởng Tâm Duệ Nguyễn Đức Châu
+ Và 07 Ủy viên.
- Năm 1999, BHD Phật tử Trung ương và Phân Ban GĐPT Trung ương đã có cuộc họp tại Văn phòng II Trung ương GHPGVN (Thiền viện Quảng Đức, TPHCM) nhằm triển khai 3 văn kiện tạm thời của Hội đồng Trị sự:
- Nội quy Tạm thời Hướng dẫn GĐPT
- Quy định Tạm thời về Chương trình Tu học và Huấn luyện Huynh trưởng GĐPT
- Quy định Tạm thời về việc xét, xếp cấp Huynh trưởng GĐPT[5]

- Năm 2000, tổ chức xét, xếp cấp cho 40 Huynh trưởng thuộc các tỉnh Quảng Trị, Thừa Thiên - Huế, Quảng Nam, Quảng Ngãi, Kiên Giang, Đăk Lăk, Đà Nẵng và TPHCM.
- Tại Tổ đình Từ Đàm Huế, ngôi chùa có dấu ấn lịch sử Gia đình Phật tử (1951, 1963), vào những ngày cuối tháng 7 năm 2001 đã diễn ra 3 sự kiện lịch sử trọng đại:
- Lễ kỷ niệm 50 năm GĐPTVN (1951 - 2001),
- Hội nghị Huynh trưởng cấp Dũng - Tấn với 2 Huynh trưởng cấp Dũng và 67 Huynh trưởng cấp Tấn [5], tu chỉnh Nội quy GĐPT cho phù hợp với Hiến chương GHPGVN và Luật pháp Nhà nước,
- Khai mạc Trại Huấn luyện Huynh Trưởng cấp 3 Vạn Hạnh II (2001 - 2005).

- Năm 2002, Ban Thường trực Hội đồng Trị sự GHPGVN ký quyết định ban hành Nội quy GĐPTVN thuộc BHD Phật tử Trung ương gồm có 7 chương và 32 điều.
- Năm 2003, theo đề nghị của hai Huynh Trưởng cấp Dũng là Võ Đình Cường và Tống Hồ Cầm, Sáng lập viên GĐPTVN, cố vấn Phân Ban Hướng dẫn GĐPT Trung ương, Ban Thường trực Hội đồng Trị sự GHPGVN thành lập Hội đồng xét xếp cấp Dũng cho 5 Huynh Trưởng: Thiện Điều Nguyễn Thắng Nhu, Tâm Duệ Nguyễn Đức Châu, Tâm Hướng Lê Bá Chí, Nguyên Tú Trần Hạp và Nguyên Trừng Nguyễn Văn Quýnh. Lễ trao cấp hiệu được thực hiện tại Hội nghị kỳ 2 khóa V của Trung ương Giáo hội (dưới sự chứng minh của Đại Tăng 2 Hội đồng Chứng minh, Hội đồng Trị sự và 46 tỉnh thành trong cả nước, đánh dấu một bước trưởng thành của GĐPT trong lòng GHPGVN).
- Năm 2005, Trại Huấn luyện Huynh Trưởng cấp III Vạn Hạnh II khai khóa năm 2001 đã tổ chức trọng thể. Lễ bế mạc tại Trại trường chùa Trúc Lâm, Huế, dưới sự chứng minh của Chư Tôn đức Ban Thường trực Hội đồng Trị sự GHPGVN, Ban Trị sự Phật giáo tỉnh Thừa Thiên - Huế và các tỉnh thành. 268 Huynh Trưởng cấp Tín đã được cấp Giấy Chứng nhận hoàn thành chương trình bậc Lực - Trại Vạn Hạnh II. Đây là Trại Huấn luyện Huynh Trưởng cấp cao nhất của GĐPT (đào tạo Huynh Trưởng Hướng dẫn cấp tỉnh thành) được tổ chức kể từ khi được GHPGVN công nhận.
- Năm 2006, Hội nghị Đại biểu Huynh Trưởng GĐPT Toàn quốc lần X với 272 Huynh trưởng Đại biểu từ 22 tỉnh thành họp tại TP.HCM để tu chỉnh nội dung chương trình tu học của GĐPT, khai khóa học Huynh Trưởng bậc Lực - Trại Vạn Hạnh III (2006 - 2010) và tổ chức Lễ thăng cấp Tấn cho 95 Huynh Trưởng đủ điều kiện.
- Năm 2007, Trại Họp bạn ngành Thiếu toàn quốc sau 47 năm chờ đợi đã được tổ chức quy mô hoành tráng tại chùa Linh Ứng - Bãi Bụt - Sơn Trà - Đà Nẵng.
- Đại hội Phật giáo toàn quốc lần thứ VI, nhiệm kỳ 2007 - 2012 tại Hà Nội công nhận Trưởng Phân ban Hướng dẫn GĐPT Trung ương là Ủy viên Hội đồng Trị sự GHPGVN, một lần nữa xác định vị trí của tổ chức GĐPT trong GHPGVN.
- Năm 2008, tổ chức Trại Họp bạn ngành Nữ Toàn quốc Yến Phi tại Vạn Phật Quang Đại Tòng Lâm Tự, Bà Rịa - Vũng Tàu. Trại kết hợp với 567 Trại sinh Vạn Hạnh II và III.
- Từ ngày 26 đến 29/08/2011, tổ chức Trại Huấn luyện Huynh trưởng cấp III Vạn Hạnh III tại Khu Du lịch Suối Hoa và KDL Sinh thái Bãi Bụt, Sơn Trà, Đà Nẵng.
- Ngày 01/08/2011, Lễ Khai mạc Hội nghị Đại biểu Huynh trưởng GĐPT VN lần thứ XI được long trọng diễn ra tại Tổ đình Từ Đàm, có 416 Huynh trưởng thuộc 26 tỉnh thành trên cả nước về tham dự. Đồng thời cũng tổ chức Lễ Kỷ niệm 60 năm Gia đình Phật tử Việt Nam. Hội nghị làm việc trong 3 ngày và kết thúc ngày 04/08/2011. Hội nghị đã tập trung trí tuệ nghiên cứu, cải tiến, đổi mới phương thức sinh hoạt học tập của GĐPT, tu chỉnh và bổ sung Nội quy, Quy chế Huynh trưởng GĐPT.
- Năm 2014, BHD Phật tử Trung ương xếp cấp Dũng cho 6 Huynh trưởng là Trưởng Phân Ban các tỉnh thành Đà Nẵng, Quảng Ngãi, Kon Tum, Đăk Lăk, Bà Rịa - Vũng Tàu và Kiên Giang và xếp cấp Tấn cho 160 Huynh trưởng các tỉnh thành từ Quảng Trị đến Kiên Giang.
- Năm 2015, tổ chức Trại Hội thảo Huynh trưởng Toàn quốc tại Vạn Phật Quang Đại Tòng Lâm Tự, Bà Rịa - Vũng Tàu với 2576 Huynh trưởng ở 30 tỉnh thành.
- Năm 2016, tổ chức Trại Vạn Hạnh IV tại chùa Bảo Tịnh, Tuy Hòa, Phú Yên.
- Năm 2017, tổ chức Trại Họp bạn Lục Hòa tại Sắc Tứ Tổ đình Thiên Ấn, Quảng Ngãi với 5737 Huynh trưởng và Đoàn sinh tham dự.
- Từ ngày 22 đến 25/11/2018, Phân ban GĐPT Trung ương tổ chức Hội nghị đại biểu Huynh trưởng GĐPT toàn quốc lần thứ XII tại chùa Pháp Lâm (Đà Nẵng) với 550 Huynh trưởng Đại biểu tham dự. Hội nghị báo cáo 20 năm hoạt động của GĐPT trong lòng GHPGVN, Tu chỉnh Nội quy và thành lập Ban Bảo trợ GĐPT Trung ương.
- Năm 2019, tổ chức Trại Họp bạn 5 tỉnh Tây Nguyên từ ngày 28 đến 30/07 với 2500 Huynh trưởng và Đoàn sinh tham dự tại chùa Từ Quang, Đức Cơ, Gia Lai.
- Chủ tịch HĐTS GHPGVN ban hành Nội quy GĐPT theo Quyết định số 471/QĐ/HĐTS ngày 26/11/2020.
- Ngày 16/10/2021, khai mạc Giai đoạn 1 Trại Huấn luyện Vạn Hạnh V online vì Đại dịch COVID-19. Lễ Khai mạc tổ chức tại chùa Từ Đàm, Huế. Giai đoạn 2 được chia làm 2 khu vực tổ chức là ở chùa Từ Lâm, Huế cho Trại sinh các tỉnh từ Quảng Trị đến Phú Yên và tại Vạn Phật Quang Đại Tòng Lâm Tự, Bà Rịa - Vũng Tàu cho Trại sinh các tỉnh Tây Nguyên và Nam bộ (từ Bình Thuận trở vào) từ ngày 29/04 đến 02/05/2022.

## Mục đích
Mục đích Gia đình Phật tử Việt Nam: "Đào luyện Thanh – Thiếu – Đồng niên thành Phật tử chân chánh; Góp phần xây dựng xã hội theo tinh thần Phật giáo."
Mục đích Phân ban Gia đình Phật tử GHPGVN: "Đào luyện Thanh – Thiếu – Đồng niên tin Phật, thành Phật tử chân chính; Góp phần phụng sự đạo pháp và xây dựng xã hội."

## Đại hội

### Các kỳ Đại hội Huynh trưởng Toàn quốc GĐPT Việt Nam
Các kỳ Đại hội Huynh trưởng Toàn quốc ở Việt Nam, riêng Phân Ban GĐPT của GHPGVN thì không tổ chức Đại hội mà tổ chức Hội nghị Đại biểu Huynh trưởng, Hội nghị này tương đương Đại hội Huynh trưởng GĐPT các cấp:
| Kỳ                                                             | Thời gian                   | Địa điểm                                                                                 | Nội dung nổi bật |
| Tổng hội Phật giáo Việt Nam                                    | Tổng hội Phật giáo Việt Nam | Tổng hội Phật giáo Việt Nam                                                              | Tổng hội Phật giáo Việt Nam |
| -------------------------------------------------------------- | --------------------------- | ---------------------------------------------------------------------------------------- | --- |
| Đại hội I                                                      | 24, 25, 26/04/1951          | Chùa Từ Đàm, Huế                                                                         | Thống nhất hoán cải danh xưng "Gia đình Phật hóa" phổ thành "Gia đình Phật tử". Đại hội thông qua bản Nội quy Trình gồm 5 chương, 15 điều. Công cử Trưởng Ban Hướng dẫn (BHD) Trung ương: Huynh trưởng Nguyên Hùng Võ Đình Cường. |
| Đại hội II                                                     | 01, 02, 03/01/1953          | Chùa Từ Đàm, Huế                                                                         | – Tu chỉnh Nội quy GĐPTVN. – Thiết lập chương trình tu học GĐPTVN. – Công cử Trưởng BHD Trung ương: Huynh trưởng Nguyên Hùng Võ Đình Cường. |
| Đại hội III                                                    | 31/07 - 03/08/1955          | Chùa Linh Sơn, Đà Lạt                                                                    | – Tu chỉnh Nội quy GĐPTVN. – Thiết lập Quy chế Huynh trưởng GĐPTVN. – Thống nhất hình thức GĐPTVN. – Quy định quyền hạn Gia Trưởng, Liên Đoàn Trưởng. – Xây dựng mô hình sinh hoạt GĐPT tại nông thôn. – Công cử Trưởng BHD Trung ương: Huynh trưởng Nguyên Hùng Võ Đình Cường. |
| Đại hội IV                                                     | 26, 27, 28/12/1961          | Chùa Xá Lợi, Đô thành Sài Gòn                                                            | – Tu chỉnh Nội quy GĐPTVN. – Tu chỉnh Quy chế Huynh trưởng GĐPTVN. – Đề nghị hoán cải danh xưng Gia đình Phật tử thành Thanh niên Phật tử nhưng bị bác bỏ. – Ấn định sinh hoạt tách biệt 2 ngành Nam – Nữ. – Cung thỉnh Trưởng BHD Trung ương: Thượng Tọa Thích Thiện Hoa. |
| Giáo hội Phật giáo Việt Nam Thống nhất                         |                             |                                                                                          | |
| Đại hội V                                                      | 27, 28, 29, 30/06/1964      | Trường Gia Long, Sài Gòn, nay là trường THPT Nguyễn Thị Minh Khai, Thành phố Hồ Chí Minh | – Đặt GĐPT thành một Vụ thuộc Tổng Vụ Thanh niên, Viện Hóa Đạo GHPGVNTN. – Thống nhất toàn thể GĐPT, giải tán các BHD các Phần. – Thành lập Ban Đại diện các Miền theo Hiến chương GHPGVNTN và các BHD các Tỉnh. – Tu chỉnh Nội quy GĐPTVN. – Tu chỉnh Quy chế Huynh trưởng GĐPTVN. – Thống nhất hệ thống tổ chức “ngành dọc” GĐPTVN từ Trung ương đến đơn vị. – Công cử Trưởng BHD Trung ương: Huynh trưởng Nguyên Hùng Võ Đình Cường. Trưởng BHD Trung ương GĐPT Việt Nam là Vụ Trưởng GĐPT Vụ.                                                                                |
| Đại hội VI                                                     | 27/07 - 01/08/1967          | Trung tâm Văn hóa Xã hội Phật giáo, Sài Gòn, nay là Thiền Viện Quảng Đức, TPHCM          | – Tu chỉnh Nội quy GĐPTVN. – Tu chỉnh Quy chế Huynh Trưởng GĐPTVN. – Tu chỉnh và san định thống nhất chương trình tu học GĐPTVN. – Thống nhất và xác lập đường hướng hoạt động. – Công cử Trưởng BHD Trung ương: Huynh trưởng Nguyên Hùng Võ Đình Cường. Đến tháng 3/1969, Huynh trưởng Nguyên Y Lương Hoàng Chuẩn đảm nhiệm Quyền Trưởng Ban khi Huynh trưởng Nguyên Hùng Võ Đình Cường bị chính quyền bắt giữ. |
| Đại hội VII                                                    | 25, 26, 27, 28/07/1970      | Chùa Tỉnh hội Long Khánh, Quy Nhơn và Trường Tiểu học Bồ Đề Quy Nhơn                     | * Lần đầu tiên cùng tổ chức song hành Đại hội Ban Bảo trợ GĐPTVN toàn quốc. – Tổng duyệt tài liệu tu học GĐPTVN. – Cụ thể hóa chương trình sinh hoạt. – Công cử Trưởng BHD Trung ương: Huynh trưởng Nguyên Hùng Võ Đình Cường (Đại Hội quyết nghị lưu nhiệm toàn BHD nhiệm kỳ cũ và công cử bổ sung các chức vụ. Huynh trưởng Nguyên Hùng Võ Đình Cường sau khi thoát vòng lao lý của nhà đương cuộc, đã tái nhậm chức Trưởng Ban ngày 28/12/1970). – Công cử Trưởng Ban Bảo trợ Trung ương nhiệm kỳ đầu tiên: Đạo hữu Thái Tường.                                               |
| Đại hội VIII                                                   | 29, 30, 31/07/1973          | Chùa Tỉnh hội Pháp Lâm, Đà Nẵng                                                          | Kỳ Đại hội cuối cùng trước năm 1975. * Lần đầu tiên tổ chức 3 Đại Hội toàn quốc đồng thời: Đại hội Huynh trưởng, Đại hội Cựu Huynh trưởng, Đại hội Ban Bảo trợ. * Lần đầu tiên tổ chức Hiệp kỵ Toàn quốc GĐPTVN (trong thời gian Đại Hội, tại Huế). – Cải tổ đường hướng hoạt động. – San định chương trình tu học GĐPTVN. – Công cử Trưởng BHD Trung ương: Huynh Trưởng Nguyên Hùng Võ Đình Cường. – Công cử Trưởng Ban Bảo trợ Trung ương: Đạo Hữu Thái Tường. – Công cử Trưởng Ban Chấp hành Cựu Huynh trưởng Trung ương nhiệm kỳ đầu tiên: Huynh Trưởng Tâm Bửu Tống Hồ Cầm. |
| Gia Đình Phật Tử (Hội đồng Tăng già Bản thệ)                   |                             |                                                                                          | |
| Đại hội IX                                                     | 13, 14/10/2012              | Tu viện Quảng Đức, TPHCM                                                                 | Kỳ Đại hội đầu tiên sau gần 40 năm. – Thảo luận & thông qua Báo cáo tổng kết Phật sự nhiệm kỳ 2008 - 2012. – Thảo luận & thông qua Đề án hoạt động của nhiệm kỳ 2012 - 2016. – Công cử Trưởng BHD Trung ương: Huynh trưởng Nguyên Tín Nguyễn Châu. |
| Đại hội X                                                      | 17/07/2016                  | Chùa Pháp Vân, TPHCM                                                                     | Tổng kết Phật sự trong nhiệm kỳ 2012 – 2016, hoạch định đề án sinh hoạt và Phật sự nhiệm kỳ 2016 – 2020. – Công cử Trưởng BHD Trung ương: Huynh trưởng Nguyên Tín Nguyễn Châu. |
| Đại hội XI                                                     | 29/11/2020                  | Chùa Pháp Vân, TPHCM                                                                     | Tổng kết Phật sự trong nhiệm kỳ 2016 – 2020, hoạch định đề án sinh hoạt và Phật sự nhiệm kỳ 2020 – 2024. – Công cử Trưởng BHD Trung ương: Huynh trưởng Nguyên Tín Nguyễn Châu. |
| Phân Ban Gia Đình Phật Tử (GHPGVN)                             |                             |                                                                                          | |
| Hội nghị Huynh trưởng cấp Dũng – Tấn, tức Hội nghị Đại biểu IX | 27, 28, 29/07/2001          | Chùa Từ Đàm, Thừa Thiên - Huế                                                            | Hội nghị Huynh trưởng cấp Dũng, Tấn. Đây là Hội nghị Huynh trưởng Toàn quốc đầu tiên sau 1975 và Hội nghị đầu tiên của GĐPT thuộc GHPGVN. – Tu chính Nội quy GĐPTVN. – Kỷ niệm 50 năm ngày khai sinh danh hiệu Gia Đình Phật Tử (1951-2001), đồng thời khai khóa Trại Huấn luyện Huynh trưởng cấp III - Vạn Hạnh II. – Công cử Trưởng Phân Ban Hướng dẫn GĐPT Trung ương: Huynh trưởng Thiện Điều Nguyễn Thắng Nhu. |
| Hội nghị Đại biểu X                                            | 11, 12, 13, 14/08/2006      | Thiền Viện Quảng Đức và chùa Vĩnh Nghiêm, TPHCM                                          | – San định lại toàn bộ chương trình tu học của Đoàn sinh, Huynh trưởng và chương trình huấn luyện Huynh trưởng GĐPT. – Khai khóa Trại Huấn luyện Vạn Hạnh III. – Công cử Trưởng Phân Ban Hướng dẫn GĐPT Trung ương: Huynh trưởng Thiện Điều Nguyễn Thắng Nhu. |
| Hội nghị Đại biểu XI                                           | 01, 02, 03, 04/08/2011      | Chùa Từ Đàm, Thừa Thiên - Huế                                                            | – Sửa đội Nội quy 2001, trình bản Nội quy GĐPT 2011 và Nội quy Huynh trưởng 2011 cho Hội đồng Trị sự GHPGVN xét duyệt. – Khai khóa Bậc Lực IV - Trại Huấn luyện Vạn Hạnh IV – Kỷ niệm 60 năm Gia Đình Phật Tử (1951-2001). – Công cử Trưởng Phân Ban Hướng dẫn GĐPT Trung ương: Huynh trưởng Thiện Điều Nguyễn Thắng Nhu. |
| Hội nghị Đại biểu XII                                          | 23, 24, 25/03/2018          | Chùa Tỉnh hội Pháp Lâm, Đà Nẵng                                                          | – Sửa đội Nội quy GĐPT và Nội quy Huynh trưởng 2011, trình bản Nội quy GĐPT 2018 cho Hội đồng Trị sự GHPGVN xét duyệt. – Ra mắt BHD Phân Ban GĐPT Trung ương nhiệm kỳ 2017 - 2022. Trưởng Ban: Huynh trưởng Tâm Duệ Nguyễn Đức Châu. |

### Đại hội GĐPTVN trên Thế giới
Sau sự kiện 30 tháng 4, theo chân nhiều người Việt vượt biên rời khỏi Việt Nam, nhiều Huynh trưởng và Đoàn sinh GĐPT cũng đi đến các Quốc gia khác và thành lập các Đơn vị, BHD GĐPTVN tại các Quốc gia và châu lục như Hoa Kỳ, Nhật Bản, Canada, Úc, Âu châu. Năm 1993, tại San Jose, California, Hoa Kỳ, Ban Điều hợp GĐPTVN tại Hải ngoại được thành lập. Tháng 04/2000, Quyết nghị của Hội nghị Huynh trưởng GĐPTVN tại Hải ngoại về việc hình thành tổ chức GĐPTVN trên Thế giới được làm tại Hannover, Đức quốc trong Đại hội GĐPTVN tại Hải ngoại lần II.
Năm 2004, tại Bồ Đề Đạo Tràng, Ấn Độ, BHD GĐPTVN tại Hải ngoại kết hợp với BHD Trung ương GĐPT Việt Nam tổ chức Đại hội GĐPTVN trên Thế giới, công cử Huynh trưởng cấp Dũng Nguyên Tín - Nguyễn Châu vào chức vụ Trưởng Ban Hướng dẫn GĐPTVN trên Thế giới.
Các kỳ Đại hội GĐPTVN trên Thế giới:
| Kỳ          | Thời gian       | Địa điểm                                           | Nội dung nổi bật |
| ----------- | --------------- | -------------------------------------------------- | --- |
| Đại hội I   | 04 - 20/11/2004 | Trung tâm Tu học Viên Giác, Bồ Đề Đạo Tràng, Ấn Độ | Thành lập BHD Trung ương GĐPTVN trên Thế giới. Tuy nhiên, phái đoàn Việt Nam bị chặn lại ở sân bay Tân Sơn Nhất. – Công cử Trưởng BHD: Huynh trưởng Nguyên Tín Nguyễn Châu.                                                    |
| Đại hội II  | 07 - 11/10/2008 | Bangkok, Thái Lan                                  | Đổi tên thành BHD GĐPTVN trên Thế giới. – Công cử Trưởng BHD: Huynh trưởng Nguyên Tín Nguyễn Châu. |
| Đại hội III | 27 - 31/10/2012 | Bangkok, Thái Lan                                  | – Công cử Trưởng BHD: Huynh trưởng Nguyên Tín Nguyễn Châu. |
| Đại hội IV  | 08 - 11/10/2016 | Bangkok, Thái Lan                                  | – Công cử Trưởng BHD: Huynh trưởng Nguyên Tín Nguyễn Châu. – Đón nhận Xá lợi Phật của Đức Quyền Tăng thống Thái Lan Chuang Varapuñño thông qua Bác sỹ Pornchai Pinyapong, Chủ tịch Hội Liên hữu Thanh niên Phật giáo Thế giới. |

## Lãnh đạo qua các thời kỳ

### Lãnh đạo GĐPT tại Việt Nam

#### Tổng hội Phật giáo Việt Nam
| STT | Họ tên                                      | Pháp danh   | Cấp bậc                                  | Sinh, mất   | thời gian tại nhiệm | Ghi chú                                                                                          |
| --- | ------------------------------------------- | ----------- | ---------------------------------------- | ----------- | ------------------- | ------------------------------------------------------------------------------------------------ |
| 1   | Võ Đình Cường                               | Nguyên Hùng | Không cấp (1951 - 1956), cấp Dũng (1956) | 1918 - 2008 | 1951 - 1961         | Được công cử tại các kỳ Đại hội I, II và III                                                     |
| 2   | Thượng tọa Thích Thiện Hoa (Trần Thiện Hoa) | Thiện Hoa   | Không cấp                                | 1918 - 1973 | 1961 - 1964         | Được cung thỉnh tại Đại hội IV. Viện Trưởng Viện Hóa đạo GHPGVNTN từ năm 1966 đến khi viên tịch. |

#### Giáo hội Phật giáo Việt Nam Thống nhất
Trưởng BHD Trung Ương GĐPT Việt Nam đồng thời là Vụ Trưởng GĐPT Vụ thuộc Tổng vụ Thanh niên của Viện hóa đạo GHPGVNTN.
| STT                                                       | Họ tên                                                    | Pháp danh                                                 | Cấp bậc                                                   | Sinh, mất                                                 | Thời gian tại nhiệm | Ghi chú |
| Trưởng Ban Hướng dẫn Trung ương Gia đình Phật tử Việt Nam | Trưởng Ban Hướng dẫn Trung ương Gia đình Phật tử Việt Nam | Trưởng Ban Hướng dẫn Trung ương Gia đình Phật tử Việt Nam | Trưởng Ban Hướng dẫn Trung ương Gia đình Phật tử Việt Nam | Trưởng Ban Hướng dẫn Trung ương Gia đình Phật tử Việt Nam | Trưởng Ban Hướng dẫn Trung ương Gia đình Phật tử Việt Nam                                                                                               | Trưởng Ban Hướng dẫn Trung ương Gia đình Phật tử Việt Nam |
| --------------------------------------------------------- | --------------------------------------------------------- | --------------------------------------------------------- | --------------------------------------------------------- | --------------------------------------------------------- | --- | --- |
| 1                                                         | Võ Đình Cường                                             | Nguyên Hùng                                               | cấp Dũng                                                  | 1918 - 2008                                               | 1964 - 1969 | Được công cử tại các kỳ Đại hội V, VI, VII và VIII. Bị chính quyền VNCH bắt giam năm 1969. |
| 1                                                         | Võ Đình Cường                                             | Nguyên Hùng                                               | cấp Dũng                                                  | 1918 - 2008                                               | 1970 - 1975 | Được công cử tại các kỳ Đại hội VII và VIII. Trở lại chức vụ sau khi được chính quyền VNCH trả tự do năm 1970. Từ chức sau sự kiện 30 tháng 4. Cố vấn Phân Ban GĐPT Trung ương GHPGVN từ năm 1998 đến khi mất. Trại Trưởng Trại Huấn luyện Vạn Hạnh I (1973-74) và II (2001-05). Nguyên Trưởng Ban Văn hóa Trung ương GHPGVN các nhiệm kỳ I, II, III, IV V Nguyên Ủy viên Hội đồng Trị sự GHPGVN nhiệm kỳ VI. Nguyên Ủy viên Trung ương Mặt trận Tổ quốc Việt Nam. |
| 2                                                         | Lương Hoàng Chuẩn                                         | Nguyên Y                                                  | cấp Dũng                                                  | 1920 - 1976                                               | 1969 - 1970 (Quyền) | Phó Trưởng Ban ngành Nam BHD Trung ương. Phụ tá Tổng vụ Trưởng Tổng vụ Thanh niên. Giữ chức Quyền Trưởng Ban khi Huynh trưởng Võ Đình Cường bị nhà cầm quyền câu lưu (1969 - 1970). Trưởng BHD GĐPT Thủ đô Sài Gòn (nay là BHD GĐPT Quảng Đức - Sài Gòn), kiêm Đại diện BHD Trung ương tại miền Quảng Đức. |
| 2                                                         | Lương Hoàng Chuẩn                                         | Nguyên Y                                                  | cấp Dũng                                                  | 1920 - 1976                                               | 1975 - 1976 (Quyền) | Phụ tá Tổng vụ Trưởng Tổng vụ Thanh niên. Giữ chức Quyền Trưởng Ban sau khi Huynh trưởng Võ Đình Cường từ chức năm 1975. |
| 2                                                         | Lương Hoàng Chuẩn                                         | Nguyên Y                                                  | cấp Dũng                                                  | 1920 - 1976                                               | 1976 | Được Thượng tọa Thích Trí Quảng bổ nhiệm chính thức bởi Quyết định 024/VHĐ/VT/QĐ ngày 25/06/1976. Mất khi tại nhiệm. |
| -                                                         | Hoàng Thị Kim Cúc (Quyền)                                 | Tâm Chánh                                                 | cấp Dũng                                                  | 1913 - 1989                                               | 1976 - 1989 | Phó Trưởng Ban ngành Nữ BHD Trung ương. Giữ chức Quyền Trưởng Ban sau khi Huynh trưởng Lương Hoàng Chuẩn từ trần. Mất khi tại nhiệm. |
| -                                                         | Nguyễn Khắc Từ (Quyền)                                    | Như Tâm                                                   | cấp Dũng                                                  | 1928 - 1993                                               | 1989 - 1993 | Ủy viên Nghiên huấn BHD Trung ương. Gia trưởng GĐPT Chánh Thọ. Giữ chức Quyền Trưởng Ban sau khi Huynh trưởng Hoàng Thị Kim Cúc từ trần. Mất khi tại nhiệm. |
| 3                                                         | Nguyễn Châu                                               | Nguyên Tín                                                | cấp Dũng                                                  | 1924 - 2023                                               | 1993 - 1998 (được BHD Trung ương bầu chọn) | Nguyên Đại diện BHD Trung ương tại miền Khuông Việt. Nguyên Trưởng BHD GĐPT Đà Lạt - Tuyên Đức. Trại Trưởng Trại Huấn luyện Vạn Hạnh II (1987-90). Tạm giữ chức Quyền Trưởng Ban năm 1993. Được công cử Quyền Trưởng Ban tại Hội nghị 1995 tại Đồi Lục Hòa, Trại trường GĐPTVN tại Đà Lạt. |
| 3                                                         | Nguyễn Châu                                               | Nguyên Tín                                                | cấp Dũng                                                  | 1924 - 2023                                               | 1998 - 2008 (Trực thuộc GHPGVNTN) 2007 - 2022 (Tuyên bố trực thuộc Giáo hội nhưng không được thừa nhận) 2022 - 2023 (được tái công nhận trong Giáo hội) | Trưởng Ban Thường trực Hội đồng Huynh Trưởng cấp Dũng. Trưởng BHD GĐPTVN trên Thế giới. Chính thức giữ chức Trưởng Ban tại Hội nghị Huynh trưởng Toàn quốc thu hẹp tại Tu viện Quảng Hương Già Lam ngày 03/12/1998. Được công cử tại các kỳ Đại hội IX, X và XI. Được Giáo hội công nhận năm 2003 bởi Quyết định của Hòa thượng Thích Tuệ Sỹ, Phó Viện Trưởng Viện Hóa đạo. Không còn thuộc Giáo hội từ năm 2007 khi VHĐ bổ nhiệm Lê Công Cầu làm Vụ Trưởng. Được Hội đồng Giáo phẩm Trung ương tái công nhận thuộc Nhiếp sự vụ Thanh niên Viện Tăng thống. Mất khi tại nhiệm. |
| 4                                                         | Lê Văn San                                                | Nguyên Hoành                                              | cấp Dũng                                                  |                                                           | 2023 - 2024(Quyền) | Đồng kiêm nhiệm: - Phó Trưởng Ban Điều hành Ban Thường trực Hội đồng Huynh trưởng cấp Dũng. - Phó Trưởng Ban Điều hành BHD Trung ương. |
| 4                                                         | Lê Văn San                                                | Nguyên Hoành                                              | cấp Dũng                                                  | 2024 - nay                                                | Trưởng Ban Thường trực Hội đồng Huynh trưởng cấp Dũng Trưởng BHD GĐPTVN trên Thế giới.                                                                  | |

|  | Lê Công Cầu | Nguyên Chánh | cấp Dũng |  | 2007 - nay | Nguyên Uỷ viên Tu thư BHD GĐPT Thừa Thiên. Thọ cấp Tấn ngày 07/03 năm Bính Tuất (04/04/2006) tại Già Lam. Năm 2006, Hòa thượng Thích Quảng Độ, Viện Trưởng Viện Hóa đạo ký quyết định chỉ định Huynh trưởng Lê Công Cầu làm Vụ Trưởng GĐPT Vụ. Năm 2007, Hòa thượng Thích Quảng Độ ra quyết định Nhân sự Ban Thường vụ BHD Trung Ương, chính thức bổ nhiệm Lê Công Cầu làm Trưởng Ban. Năm 2014, được Đệ ngũ Tăng thống, HT Thích Quảng Độ bổ nhiệm làm Tổng Thư ký Viện Hóa đạo. Năm 2018, HT Thích Quảng Độ ra quyết định cách chức Tổng Thư ký Viện Hóa đạo của Lê Công Cầu và giải tán nhân sự Viện Hóa đạo. Tuy nhiên Lê Công Cầu và Viện Trưởng Thích Tâm Liên đã không tuân theo. Hiện nay, Lê Công Cầu là Tổng Thư ký Viện Hóa đạo kiêm Vụ Trưởng GĐPT Vụ thuộc GHPGVNTN của Hòa thượng Thích Chí Viên với chức vụ Đệ lục Tăng thống nhưng chỉ được công nhận hạn chế trong tông phong chùa Long Quang và Văn phòng II Viện Hóa đạo. |

#### Tăng đoàn GHPGVNTN
Ngày 19/12/2013, sau khi Giáo chỉ số 10 được Hòa thượng Thích Quảng Độ ban hành, hàng loạt Tăng sỹ GHPGVNTN từ chức và thành lập Tăng đoàn GHPGVNTN, suy cử Hòa thượng Thích Thiện Hạnh làm Thượng thủ Tăng đoàn.
Tháng 6/2014, Tăng đoàn GHPGVNTN thành lập BHD Trung Ương GĐPTVN theo Quyết định số 02/QĐ/TUVTN/HĐĐH ngày 28/06/2014 của Tổng Ủy viên Thanh niên.
| STT                                                       | Họ tên                                                    | Pháp danh                                                 | Cấp bậc                                                   | Sinh, mất                                                 | thời gian tại nhiệm                                       | Ghi chú                                                                                 |
| Trưởng Ban Hướng dẫn Trung ương Gia đình Phật tử Việt Nam | Trưởng Ban Hướng dẫn Trung ương Gia đình Phật tử Việt Nam | Trưởng Ban Hướng dẫn Trung ương Gia đình Phật tử Việt Nam | Trưởng Ban Hướng dẫn Trung ương Gia đình Phật tử Việt Nam | Trưởng Ban Hướng dẫn Trung ương Gia đình Phật tử Việt Nam | Trưởng Ban Hướng dẫn Trung ương Gia đình Phật tử Việt Nam | Trưởng Ban Hướng dẫn Trung ương Gia đình Phật tử Việt Nam                               |
| --------------------------------------------------------- | --------------------------------------------------------- | --------------------------------------------------------- | --------------------------------------------------------- | --------------------------------------------------------- | --------------------------------------------------------- | --------------------------------------------------------------------------------------- |
| 1                                                         | Thích Tâm Trí (Quyền)                                     | Tâm Trí                                                   | không                                                     |                                                           | 2014 -                                                    | Chánh Đại diện Tăng đoàn tỉnh Khánh Hòa. Nguyên Chánh Đại diện GHPGVNTN tỉnh Khánh Hòa. |

#### Hội đồng Tăng già Bản thệ
Năm 2012, Hội đồng Tăng già Chứng minh GĐPTVN do Hòa thượng Thích Đức Chơn làm Thượng thủ được suy cử. Năm 2017, Hòa thượng Thích Đức Chơn viên tịch. Năm 2018, Hội đồng Tăng già Chứng minh GĐPTVN suy tôn Hòa thượng Thích Minh Chiếu làm Đệ nhị Thượng thủ và đổi tên thành Hội đồng Tăng già Bản thệ. Năm 2020, Hòa thượng Thích Minh Chiếu viên tịch. Năm 2022, Hòa thượng Thích Đức Thắng được suy tôn làm Đệ tam Thượng thủ. Năm 2024, Đệ tam Thượng thủ, Hòa thượng Thích Đức Thắng được suy tôn làm Chánh Thư ký kiêm Xử lý Thượng vụ Viện Tăng thống GHPGVNTN.
Hội đồng Tăng già Bản thệ được thành lập nhằm mục đích Cố vấn BHD Trung Ương tu học đúng Chánh pháp, đúng với mục đích; hỗ trợ phát triển tổ chức; chỉ đạo tu chỉnh và biên soạn chương trình giáo lý; cố vấn tổ chức các cuộc hội thảo liên hệ đến GĐPT cấp quốc gia và quốc tế; hướng dẫn, phê duyệt và chứng minh các đề tài luận văn Cấp Dũng được đệ trình.
Từ năm 2007 đến năm 2022, Mặc dù BHD Trung Ương tuyên bố thuộc GHPGVNTN nhưng không được Viện Hóa đạo thừa nhận. Năm 2022, BHD Trung Ương và BHD Thế giới mặc nhiên được GHPGVNTN tái công nhận thuộc Nhiếp sự vụ Thanh niên Viện Tăng thống, khi đa số Tu sỹ thành viên của Hội đồng Tăng già Bản thệ cũng là thành viên của Viện Tăng thống.
| STT                                                       | Họ tên                                                    | Pháp danh                                                 | Cấp bậc                                                   | Sinh, mất                                                 | thời gian tại nhiệm                                                                     | Ghi chú |
| Trưởng Ban Hướng dẫn Trung ương Gia đình Phật tử Việt Nam | Trưởng Ban Hướng dẫn Trung ương Gia đình Phật tử Việt Nam | Trưởng Ban Hướng dẫn Trung ương Gia đình Phật tử Việt Nam | Trưởng Ban Hướng dẫn Trung ương Gia đình Phật tử Việt Nam | Trưởng Ban Hướng dẫn Trung ương Gia đình Phật tử Việt Nam | Trưởng Ban Hướng dẫn Trung ương Gia đình Phật tử Việt Nam                               | Trưởng Ban Hướng dẫn Trung ương Gia đình Phật tử Việt Nam |
| --------------------------------------------------------- | --------------------------------------------------------- | --------------------------------------------------------- | --------------------------------------------------------- | --------------------------------------------------------- | --------------------------------------------------------------------------------------- | --- |
| 1                                                         | Nguyễn Châu                                               | Nguyên Tín                                                | cấp Dũng                                                  | 1924 - 2023                                               | 1995 - 2023                                                                             | Trưởng Ban Thường trực Hội đồng Huynh Trưởng cấp Dũng. Trưởng BHD GĐPTVN trên Thế gIới. Được công cử tại các kỳ Đại hội IX, X và XI.                                 |
| 2                                                         | Lê Văn San                                                | Nguyên Hoành                                              | cấp Dũng                                                  |                                                           | 2023 - 2024(Quyền)                                                                      | Nguyên Phó Trưởng Ban ngành Nam BHD Trung Ương. Nguyên Phó Tổng Thư ký BHD GĐPTVN trên Thế giới. Nguyên Tổng Thư ký BHD Trung Ương. Nguyên Trưởng BHD GĐPT Gia Định. |
| 2                                                         | Lê Văn San                                                | Nguyên Hoành                                              | cấp Dũng                                                  | 2024 - nay                                                | Trưởng Ban Thường trực Hội đồng Huynh trưởng cấp Dũng. Trưởng BHD GĐPTVN trên Thế giới. | |

#### Giáo hội Phật giáo Việt Nam
Năm 1998, BHD Nam Nữ Phật tử đổi tên thành BHD Phật tử. Chủ tịch Hội đồng Trị sự GHPGVN ký Quyết định số 187/QĐ/HĐTS ngày 01/10 thành lập Nhân sự BHD Phật tử Trung ương GHPGVN trong đó có 02 Phân Ban là Phân Ban Hướng dẫn Cư sỹ Phật tử và Phân Ban Hướng dẫn GĐPT. Đứng đầu là Trưởng PBHD, gọi tắt là Trưởng Phân Ban.
Ngày 17/07/2013, Hội đồng Trị sự GHPGVN quyết định ban hành bản Nội quy Phân Ban GĐPT và Nội quy Huynh trưởng GĐPT được tu chỉnh tại Hội nghị Đại biểu Huynh Trưởng Toàn quốc XI theo Quyết định số 257/2013/QĐ.HĐTS, áp dụng từ ngày 1/08/2013. Theo đó, Phân Ban Hướng dẫn GĐPT các cấp được đổi tên lại thành BHD Phân Ban GĐPT các cấp.
Hiện nay BHD Phật tử GHPGVN có 9 Phân Ban và GĐPT là 1 trong 9 Phân Ban đó. Trưởng Phân Ban GĐPT Trung Ương hay Tỉnh thành đồng thời là Phó Trưởng Ban Hướng dẫn Phật tử Trung Ương hay Tỉnh thành và là thành viên của Hội đồng Trị sự hay Ban Trị sự GHPGVN Tỉnh thành.
| STT                                                       | Họ tên                                                | Pháp danh                                             | Cấp bậc                                               | Sinh, mất                                             | thời gian tại nhiệm                                   | Ghi chú |
| Trưởng Phân Ban Hướng dẫn Gia đình Phật tử Trung ương     | Trưởng Phân Ban Hướng dẫn Gia đình Phật tử Trung ương | Trưởng Phân Ban Hướng dẫn Gia đình Phật tử Trung ương | Trưởng Phân Ban Hướng dẫn Gia đình Phật tử Trung ương | Trưởng Phân Ban Hướng dẫn Gia đình Phật tử Trung ương | Trưởng Phân Ban Hướng dẫn Gia đình Phật tử Trung ương | Trưởng Phân Ban Hướng dẫn Gia đình Phật tử Trung ương |
| --------------------------------------------------------- | ----------------------------------------------------- | ----------------------------------------------------- | ----------------------------------------------------- | ----------------------------------------------------- | ----------------------------------------------------- | --- |
| 1                                                         | Nguyễn Thắng Nhu                                      | Thiện Điều                                            | cấp Tấn (1998 - 2003) cấp Dũng (2003)                 |                                                       | 1998 - 2013                                           | Ủy viên Hội đồng Trị sự GHPGVN nhiệm kỳ VI và VII. Ủy viên Ban Trị sự Tỉnh hội Phật giáo tỉnh Thừa Thiên Huế. Phó Trưởng Ban Hướng dẫn Phật tử Trung ương. Phó Trưởng Ban Hướng dẫn Phật tử Tỉnh hội Phật giáo tỉnh Thừa Thiên Huế. Trưởng Phân Ban Hướng dẫn GĐPT tỉnh Thừa Thiên Huế (1998 - 2013). Trại Trưởng Trại Huấn luyện Huynh trưởng Vạn Hạnh III (2010). Được công cử tại các kỳ Hội nghị Huynh Trưởng cấp Dũng - Tấn lần IX, Hội nghị Huynh Trưởng Toàn quốc lần X, XI. Được Chủ tịch nước Trương Tấn Sang tặng thưởng Huân chương Đại Đoàn kết Dân tộc (2012). |
| Trưởng Ban Hướng dẫn Phân Ban Gia đình Phật tử Trung ương |                                                       |                                                       |                                                       |                                                       |                                                       | |
| 1                                                         | Nguyễn Thắng Nhu                                      | Thiện Điều                                            | cấp Dũng                                              |                                                       | 2013 - 2017                                           | Nguyên Ủy viên Hội đồng Trị sự GHPGVN nhiệm kỳ VII, VIII. Phó Trưởng Ban Hướng dẫn Phật tử Trung ương (2013 - 2017). Nguyên Ủy viên Thường trực Ban Trị sự GHPGVN tỉnh Thừa Thiên Huế nhiệm kỳ VII. Cố vấn BHD Phân Ban GĐPT Trung ương (2017 - nay) và GĐPT tỉnh Thừa Thiên Huế (2021 - nay). Phó Trưởng Ban Hướng dẫn Phật tử GHPGVN tỉnh Thừa Thiên Huế (2013 - 2021). Nguyên Trưởng BHD Phân Ban GĐPT tỉnh Thừa Thiên Huế (2013 - 2021). |
| 2                                                         | Nguyễn Đức Châu                                       | Tâm Duệ                                               | cấp Dũng                                              |                                                       | 2017 - 2023                                           | Ủy viên Hội đồng Trị sự GHPGVN nhiệm kỳ VIII. Nguyên Phó Trưởng BHD Phật tử Trung ương nhiệm kỳ VIII. Cố vấn BHD Phân Ban GĐPT Trung ương Cố vấn BHD Phân Ban GĐPT Thành phố Hồ Chí Minh. Nguyên Phó Trưởng Ban Hướng dẫn Phật tử GHPGVN TP.HCM (1998 - 2018). Nguyên Trưởng Phân Ban GĐPT TP.HCM (1998 - 2018). Trại Trưởng Trại Huấn luyện Huynh trưởng Vạn Hạnh IV (2017) và V (2021-22). Được Hội nghị Hiệp thương bầu chọn năm 2017. |
| 3                                                         | Phan Ngọc Thảo                                        | Tâm Giới                                              | cấp Dũng                                              |                                                       | 2023 - nay                                            | Phó Trưởng BHD Phật tử Trung Ương nhiệm kỳ IX. Cố vấn BHD Phân Ban GĐPT tỉnh Quảng Ngãi. Nguyên Phó Trưởng Ban Hướng dẫn Phật tử tỉnh Quảng Ngãi. Nguyên Phó Trưởng Ban Thường trực BHD Phân Ban GĐPT Trung ương. Nguyên Phó Phân Ban GĐPT Trung ương. Nguyên Trưởng Phân Ban GĐPT tỉnh Quảng Ngãi. |

### Lãnh đạo GĐPTVN Trên Thế Giới
BHD GĐPTVN trên Thế giới được thành lập tại Đại hội I năm 2004 với tên gọi BHD Trung ương GĐPTVN trên Thế giới và đổi tên thành BHD GĐPTVN trên Thế giới tại Đại hội II năm 2008. Trưởng BHD GĐPTVN trên Thế giới đồng thời là Trưởng BHD Trung ương GĐPT Việt Nam (quốc nội).
| STT                                                                     | Họ tên                                                                  | Pháp danh                                                               | Cấp bậc                                                                 | Sinh, mất                                                               | thời gian tại nhiệm                                                                                                  | Chú thích |
| Trưởng Ban Hướng dẫn Trung ương Gia đình Phật tử Việt Nam trên Thế giới | Trưởng Ban Hướng dẫn Trung ương Gia đình Phật tử Việt Nam trên Thế giới | Trưởng Ban Hướng dẫn Trung ương Gia đình Phật tử Việt Nam trên Thế giới | Trưởng Ban Hướng dẫn Trung ương Gia đình Phật tử Việt Nam trên Thế giới | Trưởng Ban Hướng dẫn Trung ương Gia đình Phật tử Việt Nam trên Thế giới | Trưởng Ban Hướng dẫn Trung ương Gia đình Phật tử Việt Nam trên Thế giới                                              | Trưởng Ban Hướng dẫn Trung ương Gia đình Phật tử Việt Nam trên Thế giới |
| ----------------------------------------------------------------------- | ----------------------------------------------------------------------- | ----------------------------------------------------------------------- | ----------------------------------------------------------------------- | ----------------------------------------------------------------------- | --- | --- |
| 1                                                                       | Nguyễn Châu                                                             | Nguyên Tín                                                              | cấp Dũng                                                                | 1924 - 2023                                                             | 2004 - 2008 | Trưởng BHD Trung ương GĐPT Việt Nam. Được công cử làm Trưởng BHD Trung ương Lâm thời GĐPTVN trên Thế giới. Được bầu làm Trưởng BHD Trung ương GĐPTVN trên Thế giới tại Đại hội I.                                 |
| Trưởng Ban Hướng dẫn Gia đình Phật tử Việt Nam trên Thế giới            |                                                                         |                                                                         |                                                                         |                                                                         | | |
| 1                                                                       | Nguyễn Châu                                                             | Nguyên Tín                                                              | cấp Dũng                                                                | 1924 - 2023                                                             | 2008 - 2023 | Trưởng Ban Thường trực Hội đồng Huynh Trưởng cấp Dũng. Trưởng BHD Trung ương GĐPT Việt Nam. Được bầu làm Trưởng BHD GĐPTVN trên Thế giới tại các kỳ Đại hội II, III và IV.                                        |
| 2                                                                       | Lê Văn San                                                              | Nguyên Hoành                                                            | cấp Dũng                                                                |                                                                         | 2023 - 2024(Quyền)                                                                                                   | Nguyên Phó Tổng Thư ký BHD GĐPTVN trên Thế giới |
| 2                                                                       | Lê Văn San                                                              | Nguyên Hoành                                                            | cấp Dũng                                                                | 2024 - nay                                                              | Vụ Trưởng GĐPT Vụ GHPGVNTN Trưởng Ban Thường trực Hội đồng Huynh trưởng cấp Dũng Trưởng BHD Trung ương GĐPT Việt Nam | |
| Chủ tịch Hội đồng Điều hành Gia đình Phật tử Việt Nam trên Thế giới     |                                                                         |                                                                         |                                                                         |                                                                         | | |
| 1                                                                       | Nguyễn Đóa                                                              | Nguyên Kim                                                              | cấp Dũng                                                                | 1947 - 2023                                                             | 2004 - 2023 | Ngày 28-11-2004, Hòa thượng Thích Tâm Châu, Thượng thủ Giáo Hội Phật Giáo Việt Nam Trên Thế Giới ký ban hành Giáo chỉ số 241/VP/TT thành lập Hội Đồng Điều Hành Lâm Thời Gia Đình Phật Tử Việt Nam Trên Thế Giới. |

## Đồng phục
Sắc phục chính của GĐPT là màu Lam.
Đồng phục GĐPT tùy theo mỗi hệ thống mà có những quy định khác nhau ở một số chỗ, nhưng nhìn chung vẫn có những bộ sau đây:

###### Áo
Áo sơ mi Lam tay ngắn: cho ngành Nam
Áo sơ mi Lam tay dài: cho ngành Nam (lễ phục) và Nữ
Áo sơ mi Lam tay phồng, cổ tròn (cổ cánh sen): cho Oanh vũ nữ
Áo dài Lam: cho ngành Nữ

###### Quần
Quần short xanh: cho ngành Nam
Quần short xanh có dây đeo chéo phía sau: cho Oanh vũ nam
Quần dài xanh: cho ngành Nam (lễ phục) và Nữ
Quần trắng: mặc với áo dài Lam, cho ngành Nữ
Váy xanh nước biển có dây đeo chữ H phía sau: cho Oanh vũ nữ

###### Nón
Nón Tứ ân (nón tròn, trên đỉnh bóp lại thành 4 góc giống như nón Hướng đạo sinh nhưng phần lõm hướng về phía trước): cho ngành Nam và Nữ, có thể áp dụng cho toàn đơn vị.
Nón lá: mặc với áo dài Lam, cho ngành Nữ
Nón beret (màu xanh hoặc Lục): cho Oanh vũ Nam
Nón tai bèo (màu trắng hoặc Lam): cho Oanh vũ Nữ
Ngoài ra, có một số đơn vị sử dụng nón lưỡi trai cho Oanh vũ

##### Các vật dụng trên đồng phục
Bài chi tiết: Huy hiệu, Phù hiệu, Cấp hiệu trong Gia đình Phật tử
Trên đồng phục, Huynh trưởng và Đoàn sinh GĐPT phải gắn thêm các món đồ, gọi là các Huy hiệu, Phù hiệu, Bảng tên, Cấp hiệu. Tùy vào mỗi hệ thống, mỗi ngành và mỗi cấp bậc mà có quy định riêng về hình thức và cách thức đeo những món đồ đó.
Huy hiệu: Huy hiệu Hoa sen trắng
Phù hiệu: biểu thị chức vụ, vị trí của người mang nó
Cấp hiệu: biểu thị cấp bậc của Huynh trưởng hoặc bậc học của Đoàn sinh
Bảng tên: cho biết họ tên và Pháp danh (chỉ có Huynh trưởng mới được đeo)

## Cấu trúc

### A. Thành phần
Một đơn vị GĐPT gồm có:
- Ban Huynh trưởng
- Đoàn sinh các Đoàn

#### 1) Huynh trưởng
Thành phần một Ban Huynh trưởng Gia đình gồm có:
- 01 Gia trưởng (có thể là Đạo hữu hoặc Huynh trưởng)
- 01 Thư ký
- 01 Thủ quỹ
- 02 Liên Đoàn Trưởng (Hoặc 01 Liên đoàn trưởng và 02 Liên đoàn phó nếu là Phân ban GĐPT hoặc các đơn vị ở Hải ngoại)
- Các Đoàn Trưởng
- Các Đoàn Phó

##### 2) Đoàn sinh
Mỗi Gia đình có tối thiểu 2 Đoàn và tối đa 6 Đoàn.
Mỗi Đoàn có một Đoàn trưởng, một hoặc hai Đoàn phó điều khiển.
Mỗi Đoàn có các Đội, Chúng hoặc Đàn tùy theo các ngành.
- Nam Phật tử (Thanh Nam) và Thiếu Nam có các Đội, đứng đầu là các Đội trưởng, Đội phó.
- Nữ Phật tử (Thanh Nữ) và Thiếu Nữ có các Chúng, đứng đầu là các Chúng trưởng, Chúng phó.
- Đồng Nam và Đồng Nữ (Oanh vũ) có các Đàn, đứng đầu là các Đầu đàn và Thứ đàn.
Mỗi Đội, Chúng có 6 đến 8 Đoàn sinh.
Mỗi Đàn có 4 đến 6 Đoàn sinh.

### B. Cố vấn Giáo hạnh
Các cấp Trung ương, Miền, Tỉnh thành, Quận-huyện có thể cung thỉnh các vị Tu sỹ để Chứng minh Phật sự và thành lập các Ban hoặc Hội đồng Cố vấn Giáo hạnh.
Mỗi Đơn vị GĐPT có thể thỉnh mời một vị Tu sỹ làm Cố vấn Giáo hạnh cho Đơn vị (thường là Trụ trì của chùa, tự viện nơi GĐPT đang sinh hoạt).

### C. Ban Bảo trợ
Thành phần Ban Bảo trợ các cấp là các vị Cư sỹ Phật tử, Phụ huynh, Thân hữu, Ân nhân của Huynh trưởng và Đoàn sinh, các Cựu Huynh trưởng và Cựu Đoàn sinh do GĐPT các cấp mời.

## Hoạt động
Các Hoạt động của GĐPT gồm có: Sinh hoạt, Lễ, Hội, Họp, Lớp học và Trại.

### Sinh hoạt
Vào cuối tuần, các Đơn vị GĐPT tổ chức sinh hoạt. Trong các buổi sinh hoạt bao gồm Lễ Phật, học Phật pháp, ôn luyện kỹ năng, vui chơi, tập văn nghệ, ...

### Lễ
Gia đình Phật tử các cấp tham gia và hỗ trợ các Lễ lớn của Phật giáo (Bắc Tông) như Lễ Phật đản, Vu Lan, Lễ Phật Thành đạo, Lễ Vía Quán Thế Âm, Lễ Vía A Di Đà, ... do các chùa hoặc Giáo hội Phật giáo các cấp tổ chức. GĐPT cũng thường tổ chức cắm Trại bên vào những ngày lễ này.
Bên cạnh các Lễ của Phật giáo thì GĐPT các cấp còn có tổ chức các Lễ riêng gồm Lễ Chu niên, Lễ Hiệp kỵ, Lễ Ra mắt, Lễ Phát nguyện, và Lễ Lên đoàn.
Lễ Chu niên: Được tổ chức nhằm kỷ niệm thành lập GĐPT các cấp, còn gọi là Lễ Kỷ niệm.
Lễ Hiệp kỵ: Được tổ chức nhằm tưởng nhớ các Ân sư, Sáng lập viên, Ân nhân và các Thành viên quá cố. Lễ Hiệp kỵ Toàn quốc GĐPT Việt Nam là ngày mùng 7 tháng 3 âm lịch, là húy kỵ của Cư sỹ Tâm Minh Lê Đình Thám, còn GĐPT các cấp khác thì tùy nghi lựa chọn ngày.
Lễ Ra mắt: Được tổ chức khi một đơn vị GĐPT nhận quyết định thành lập từ BHD hay còn gọi là Lễ Chính thức.
Lễ Phát nguyện: được tổ chức bởi đơn vị Gia đình cho Đoàn sinh mới khi gia nhập làm Thành viên chính thức. Lễ Phát nguyện Huynh trưởng được tổ chức trong Trại Lộc Uyển cho Đoàn sinh trở thành một Huynh trưởng GĐPT do BHD GĐPT cấp tỉnh tổ chức.
Lễ Lên đoàn: được tổ chức cho các em Đoàn sinh khi cắt dây từ ngành Oanh lên ngành Thiếu và từ ngành Thiếu lên ngành Thanh.

### Hội
Các cấp GĐPT có thể tổ chức những ngày Hội, vui chơi theo mục đích nào đó nhưng hợp pháp.

### Họp
GĐPT các cấp tổ chức họp theo tháng, theo quý, theo năm (họp thường niên) và theo nhiệm kỳ (Đại hội hoặc Hội nghị) tùy theo quy định trong các bản Nội quy, ngoài ra còn có những buổi họp, Hội nghị bất thường hay Đại hội thu hẹp khi hữu sự.

### Lớp học
Các đơn vị GĐPT tự tổ chức lớp học theo các bậc học cho Đoàn sinh.
Ban Hướng dẫn cấp Tỉnh tổ chức lớp học Huynh trưởng bậc Kiên, Trì và Định.
Ban Hướng dẫn Trung ương tổ chức lớp học Huynh trưởng bậc Lực.
Bên cạnh đó, GĐPT các cấp có thể mở các lớp học khác sẽ tùy theo nhu cầu và tình hình.

### Trại
Trại mạc là hoạt động quan trọng của GĐPT. Có nhiều loại trại, tùy theo mục đích của đơn vị tổ chức.

#### Trại Huấn luyện
Tùy theo các bậc học của Huynh trưởng hay Đoàn sinh mà các cấp GĐPT sẽ tổ chức trại phù hợp, tương ứng (xem phần Chương trình Tu học và Huấn luyện).

#### Trại ngành
Trại ngành là trại truyền thống của các ngành Nam (Thanh Nam, Thiếu Nam), Nữ (Thanh Nữ, Thiếu Nữ) và ngành Đồng (Oanh Nam, Oanh Nữ). Mỗi trại thường gắn với một nhân vật Phật giáo tiêu biểu. Trại thường được tổ chức ở các cấp Đơn vị, Huyện và Tỉnh.
Ngành Nam: thường tổ chức vào đầu tháng 2 âm lịch, gắn với sự kiện Thái tử Tất Đạt Đa xuất gia ngày 8/2 ÂL. Đây được gọi là ngày Dũng. Tên Trại thường là Trại Dũng hay Trại Kiền Trắc.
Ngành Nữ: nhằm kỷ niệm Quán Thế Âm nên thường tổ chức xung quanh 3 ngày vía Quán Thế Âm là ngày 19/2 ÂL (ngày Quán Thế Âm Đản sanh), ngày 19/6 (ngày Quán Thế Âm thành đạo) và ngày 19/9 (ngày Quán Thế Âm xuất gia). Những ngày này được gọi là ngày Hạnh. Tên Trại thường là Trại Hạnh, Trại Quán Thế Âm hay Trại Tâm Chánh (Pháp danh của cố Huynh trưởng Hoàng Thị Kim Cúc).
Ngành Đồng: Trại ngành Đồng thường được tổ chức xung quanh (đa phần là trước) Lễ Vu Lan. Ngày Rằm tháng Bảy còn được coi là ngày Hiếu hay ngày Ngoan của ngành Đồng. Tên Trại thường là Trại Hiếu hay Trại Mục Kiền Liên.
Trong trường hợp không tổ chức được Trại ngành thì có thể tổ chức thành các ngày hay Hội Dũng, Hiếu, Hạnh.

#### Trại hè
Trại hè thường tổ chức nhằm giúp các em xả stress sau một năm học và cũng để ôn luyện lại các kỹ năng, kiến thức đã được học. Trại có thể do một hoặc nhiều đơn vị liên kết lại để tổ chức. Tên Trại do ban tổ chức tùy nghi chọn lựa.

#### Trại Họp bạn
Trại Họp bạn là Trại gặp mặt giao lưu giữa các Đơn vị hay Đoàn của các Đơn vị (thường kết hợp với trại truyền thống của ngành). Trại Họp bạn thường do Ban Hướng dẫn cấp Tỉnh và Ban Điều hành/Ban Đại diện cấp Huyện tổ chức. Ban Hướng dẫn Trung ương tổ chức Trại Họp bạn Toàn quốc. Tên trại do ban tổ chức quyết định.
Ngoài ra, GĐPT các cấp có thể tổ chức các loại Trại khác tùy theo mục đích, nhu cầu và tình hình của đơn vị.

## Tu học và Đào luyện

### Chương trình Tu học và Huấn luyện

#### Đoàn sinh
Gia đình Phật tử chia Đoàn sinh thành 3 độ tuổi khác nhau (Nam, Nữ sinh hoạt riêng biệt làm 2 nhóm khác nhau): Ngành Đồng (Oanh Vũ), ngành Thiếu và ngành Thanh.
- Ngành Đồng chia làm 4 bậc học: Mở mắt, Cánh mềm, Chân cứng và Tung bay.
- Ngành Thiếu chia làm 4 bậc học: Hướng thiện, Sơ thiện, Trung thiện và Chánh thiện.
- Ngành Thanh chia làm 2 bậc học: Hoà, Trực; còn ở GĐPT của GHPGVN (Phân Ban GĐPT) là Hòa, Minh, Kiến, Trực.
Cuối mỗi bậc học, Đoàn sinh sẽ tham gia thi Vượt bậc (thường sẽ tổ chức làm một trại) để lên bậc học mới.
Ngoài ra, Đoàn sinh GĐPT còn được tham gia các Trại Huấn luyện Đội - Chúng Trưởng, Phó và Đầu, Thứ Đàn là
Thanh Nam, Thiếu Nam: Trại Anoma, đào tạo Đội Trưởng, Đội Phó.
Thanh Nữ, Thiếu Nữ: Trại Ni Liên, đào tạo Chúng Trưởng, Chúng Phó.
Đồng Nam, Đồng Nữ: Trại Tuyết Sơn, đào tạo Đầu Đàn, Thứ Đàn.
Ở Phân Ban GĐPT thì có Trại Tu-Đạt-Đa cho Thanh Nam, đào tạo Đội Trưởng, Đội Phó và Trại Tỳ-Xá-Khư cho Thanh Nữ, đào tạo Chúng Trưởng, Chúng Phó.
Khi học xong mỗi bậc, các Đoàn sinh sẽ tham gia Kỳ thi Kết khóa hoặc Trại Vượt bậc để được lên bậc mới. Kỳ thi hoặc Trại sẽ do các cấp Tỉnh, Huyện hoặc Đơn vị Gia đình tổ chức, tùy theo điều kiện của địa phương.

#### Huynh trưởng
Khi Đoàn Sinh GĐPT phát nguyện làm Huynh trưởng sẽ tham gia các lớp tu học dài hạn dành cho Huynh trưởng và trải qua các trại Huấn luyện kết khóa tương đương. Các Trại Huấn luyện được lấy tên theo những địa danh hay nhân vật Phật giáo tiêu biểu:
Bậc Kiên (1 năm) và Trại Huấn luyện Huynh trưởng Sơ cấp Lộc Uyển, đào tạo Đoàn Phó.
Bậc Trì (2 năm) và Trại Huấn luyện Huynh trưởng Cấp I A Dục, đào tạo Đoàn Trưởng.
Bậc Định (3 năm) và Trại Huấn luyện Huynh trưởng Cấp II Huyền Trang, đào tạo Liên Đoàn Trưởng.
Bậc Lực (5 năm hoặc 4 năm với Phân Ban GĐPT) và Trại Huấn luyện Huynh trưởng Cấp III Vạn Hạnh, đào tạo Ban viên Ban Hướng dẫn.
Các Trại Lộc Uyển, A Dục sẽ do BHD Tỉnh tổ chức. Trại Huyền Trang có thể do BHD tỉnh hoặc BHD Trung ương tổ chức. Riêng Trại Vạn Hạnh chỉ do BHD Trung ương tổ chức. Ở Hải ngoại thì chỉ có BHD Hải ngoại hoặc BHD (Trung ương) Hoa Kỳ mới được tổ chức Trại Vạn Hạnh, còn các BHD Canada, Úc Đại Lợi và Âu châu chỉ có thể tổ chức tối đa Huyền Trang mà thôi.

### Nội dung Tu học và Đào luyện
Gia đình Phật tử có các bộ môn tu học là:
- Phật Pháp
- Hoạt động Thanh niên
- Hoạt động Xã hội
- Văn Nghệ

#### Phật Pháp
Đây là bộ môn chính của Gia đình Phật tử.
Tùy vào mỗi bậc học của Đoàn sinh và Huynh trưởng mà có chương trình Giáo lý Phật pháp phù hợp từ cơ bản đến nâng cao do Trung ương biên soạn.

#### Hoạt động Thanh Niên
Môn dạy những kỹ năng giúp cho Đoàn Sinh có thể thích nghi với mọi điều kiện sống như: băng rừng, qua sông, leo núi... đồng thời kết hợp với những kỹ năng trong đời sống hằng ngày. Hoạt động thanh niên chỉ là bộ môn hỗ trợ trong quá trình tu học Phật pháp của Gia đình Phật tử. Chuyên môn của bộ môn này gồm các kỹ năng như:
1. Truyền tin: (Gồm kỹ năng truyền/nhận Morse, Semaphore, và các tín hiệu khác).
2. Mật thư.
3. Gút.
4. Lều trại.
5. Phương hướng.
6. Ước đạc.
7. Sơ cứu.
8. Các kỹ năng mưu sinh thoát hiểm.
9. Nữ công Gia chánh
10. Sử dụng các phương tiện.

#### Hoạt động Xã Hội
Bao gồm các công tác liên quan đến xã hội như: Cứu trợ, thăm viếng hỗ trợ, từ thiện, tham gia các hoạt động cộng đồng...

#### Văn Nghệ
Bao gồm các bài nhạc Phật Giáo - GĐPT,..., sử dụng các nhạc cụ như đàn, trống, các bộ môn như Thủ công, Mỹ thuật, Nhiếp ảnh, múa lân...